# Bitola
Bitola (en macédonien : Битола, prononcé [ˈbitɔɫa] ) est une commune et une ville du sud-ouest de la Macédoine du Nord. La commune comptait 85 164 habitants en 2021 et couvre 787,95 km2. La ville en elle-même comptait alors 69 287 habitants, le reste de la population étant réparti dans les villages alentour. Elle est la troisième ville la plus peuplée de Macédoine du Nord, derrière Skopje et Kumanovo.
Bitola est un important centre administratif, culturel, industriel, commercial et d'enseignement. Elle possède notamment une université. Elle se trouve dans la plaine de Pélagonie, à 15 kilomètres de la frontière grecque, sur la route qui relie la mer Égée au sud de la mer Adriatique et à l'Europe centrale.
Bitola est connue depuis le XIXe siècle comme la « ville des consuls » car de nombreux pays européens y entretenaient des consulats. Elle possède également un riche héritage architectural, notamment ottoman, et son centre-ville est réputé pour son architecture typique de l'Europe centrale, datant de la seconde moitié du XIXe siècle.

## Géographie

### Généralités

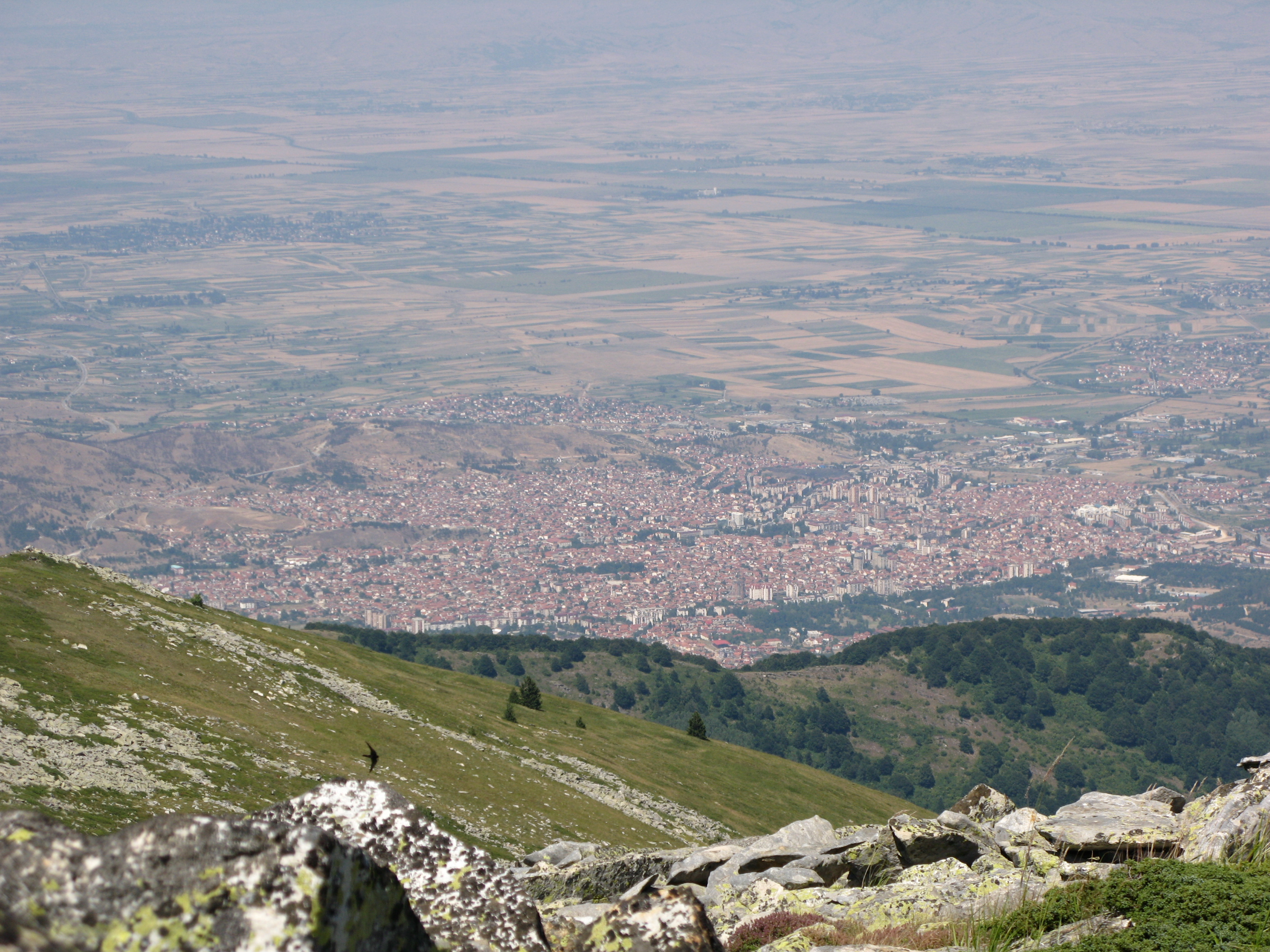
La commune vue depuis le mont Baba, au fond, la plaine pélagonienne.

Bitola est située dans la vaste plaine de Pélagonie, une des rares étendues non-montagneuses de la Macédoine du Nord. Cette plaine, située dans le sud-ouest du pays et ouverte sur la Grèce, est limitée par le mont Baba, qui culmine à 2 601 mètres d'altitude au pic Pelister, situé à l'ouest de la ville.
Bitola, située entre 590 mètres et 710 mètres d'altitude, est encadrée par les communes macédoniennes de Demir Hisar au nord, Mogila au nord-est, Resen à l'ouest et Krivogaštani au sud-ouest. Elle est frontalière de la Grèce par sa limite sud. La ville de Bitola se trouve par ailleurs à seulement 15 kilomètres de la frontière, et à 175 kilomètres de Skopje, 180 kilomètres de Thessalonique.
La ville, qui regroupait en 2002 74 550 des 95 385 habitants que comptait alors la commune, fait environ 7 kilomètres de diamètre et couvre 24 kilomètres carrés, soit 9,7 % de la superficie totale de la commune. Le reste de la population réside dans des villages, disséminés sur le territoire de la commune.

### Géologie et hydrographie
La commune, bien qu'étalée sur la plaine pélagonienne, est ponctuée de plusieurs collines, dont les quatre Baïr qui encadrent la ville de Bitola. La plus haute, appelée Kale, culmine à 890 mètres. Ces collines sont les contreforts de systèmes plus importants, le léger massif d'Oblakovo-Snegovo et les monts Baba, très différents l'un de l'autre au point de vue du relief.
La commune est traversée par la rivière Dragor, qui prend sa source dans le mont Baba puis rejoint la Tsrna à l'est de la ville. La Tsrna se jette à son tour dans le Vardar, le plus grand fleuve de la Macédoine du Nord, tributaire de la mer Égée.

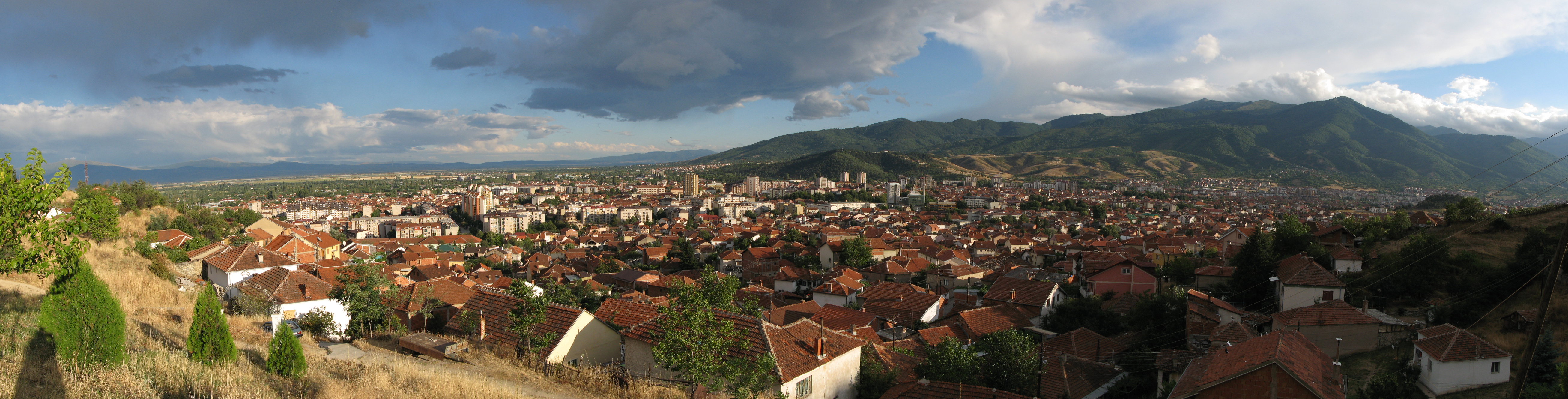
Vue panoramique, depuis la colline de Krkadaš.

### Localités de la commune de Bitola
En plus de la ville de Bitola, la commune de Bitola compte soixante-cinq localités :
- Barechani
- Bistritsa
- Bratin Dol
- Brousnik
- Boukovo
- Velouchina
- Gabalavtsi
- Gopech
- Gorno Egri
- Gorno Orizari
- Graechnitsa
- Dihovo
- Dolentsi
- Dolno Egri
- Dolno Orizari
- Dragarino
- Dragojani
- Dragoch
- Drevenik
- Ǵavato
- Jabeni
- Zlokouḱani
- Kajani
- Kanino
- Karamani
- Kichava
- Kravari
- Krklino
- Kremenitsa
- Krstoar
- Koukouretchani
- Lavtsi
- Lajets
- Lera
- Lisolay
- Logovardi
- Lopatitsa
- Magarevo
- Malovichté
- Metimir
- Medjitliya
- Nijépolé
- Novo Zmirnovo
- Oblakovo
- Oleveni
- Optitchari
- Orehovo
- Ostrets
- Poechevo
- Porodin
- Ramna
- Rachtani
- Rotino,
- Svinichté
- Sekirani
- Snegovo
- Sredno Egri
- Srptsi
- Staro Zmirnovo
- Strejevo
- Trn
- Trnovo
- Tsapari
- Tsrnobouki
- Tsrnovets

### Climat

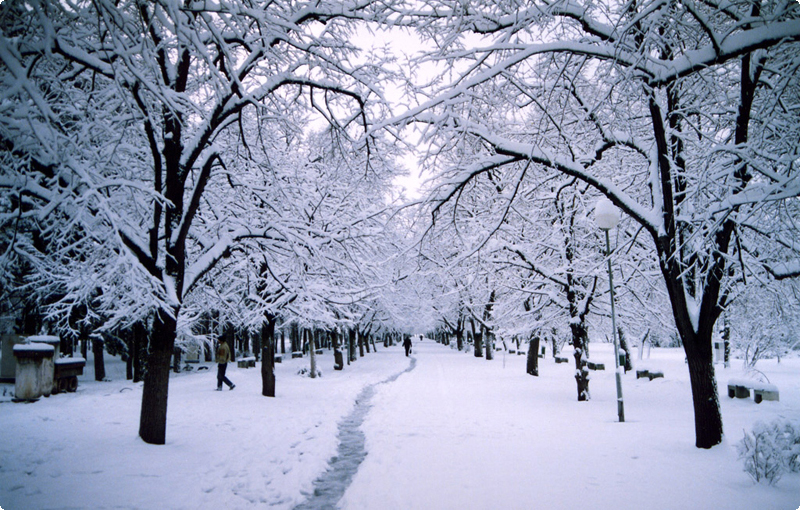
Le parc de Bitola sous la neige en hiver.

La commune de Bitola, bien que située à seulement 155 kilomètres de la mer Adriatique et à 130 kilomètres de la mer Égée, ne connaît pas le climat méditerranéen. En effet, l'altitude et les hautes montagnes qui encadrent la Pélagonie garantissent plutôt un climat continental ou un climat montagnard.
Les étés sont chauds et secs et les hivers, pluvieux, sont entrecoupés de périodes chaudes et froides. Les précipitations sont plus abondantes en automne et au printemps. La ville de Bitola connaît, à cause de la pollution liée à la présence d'usines, des brouillards assez fréquents ainsi qu'une évacuation de la chaleur plus lente qu'à l'extérieur.
Les écarts de températures selon les saisons peuvent être très importants, les records de température sont 41,2 °C le 6 juillet 1988 et -30,4 le 7 janvier 1993. La commune connaît en moyenne 84 jours par an pendant lesquels la température descend en dessous de 0 °C, et de 45 à 50 jours où celle-ci dépasse les 30 °C. Le mois de juillet est souvent le plus chaud de l'année, avec une température moyenne de 22,2 °C, le plus froid est janvier, avec 1,5 °C. Le printemps et l'automne connaissent des températures plutôt froides, respectivement 10,9 °C et 12,2 °C en moyenne.
La moyenne des précipitations se situe à 613,9 mm d'eau par an. Elle peut être très variable selon les années, en 1953, il est tombé seulement 358,8 mm alors qu'en 1981, il y a eu 851,9 mm. Les mois les plus pluvieux sont novembre (77,2 mm), décembre (69,3), octobre (60,4 mm) et mai (57,8 mm). Juillet (34,2 mm) et août (33,8 mm) sont les mois les plus secs.

## Histoire

### Étymologie
Le nom Bitola remonte au vieux slave Obitel « monastère, domicile », parce que la ville était autrefois célèbre pour son monastère. Lorsque la signification du nom n'a plus été comprise, elle a perdu son préfixe o-. Le nom de Bitola est mentionné dans l'inscription de Bitola (en). La première mention écrite de Bitola date de 1014 ; elle figure sur un traité de l'empereur Samuel Ier de Bulgarie. Les variantes slaves modernes incluent le macédonien Bitola (Битола), le serbe Bitolj (Битољ), et le bulgare Bitolya (Битоля). Les Byzantins ont hellénisé le nom en Voutélion (Βουτέλιον) ou Vitólia (Βιτώλια). Le nom aroumain Bituli est également dérivé du nom slave. Bituli, Bitola ou Obitel ces noms sont tous la traduction slave du nom grec Monastiri (Μοναστήρι), car la ville fut fondée initialement par Philippe II de Macédoine au milieu du IVe siècle av. J.-C. A cette époque la ville s'appelait Heraclea Lyncestis. Néanmoins, avant l'arrivée des Macédoniens, la région et l'ancienne ville qui se trouve à 2 km de la ville actuelle, fut habitée par les Lyncestins. Les Lyncestins furent des Illyriens.

Le nom grec de la ville est Monastiri (Μοναστήρι), le nom albanais Manastir ou Manastiri, le nom  turc Manastir (turc ottoman : مناستر).

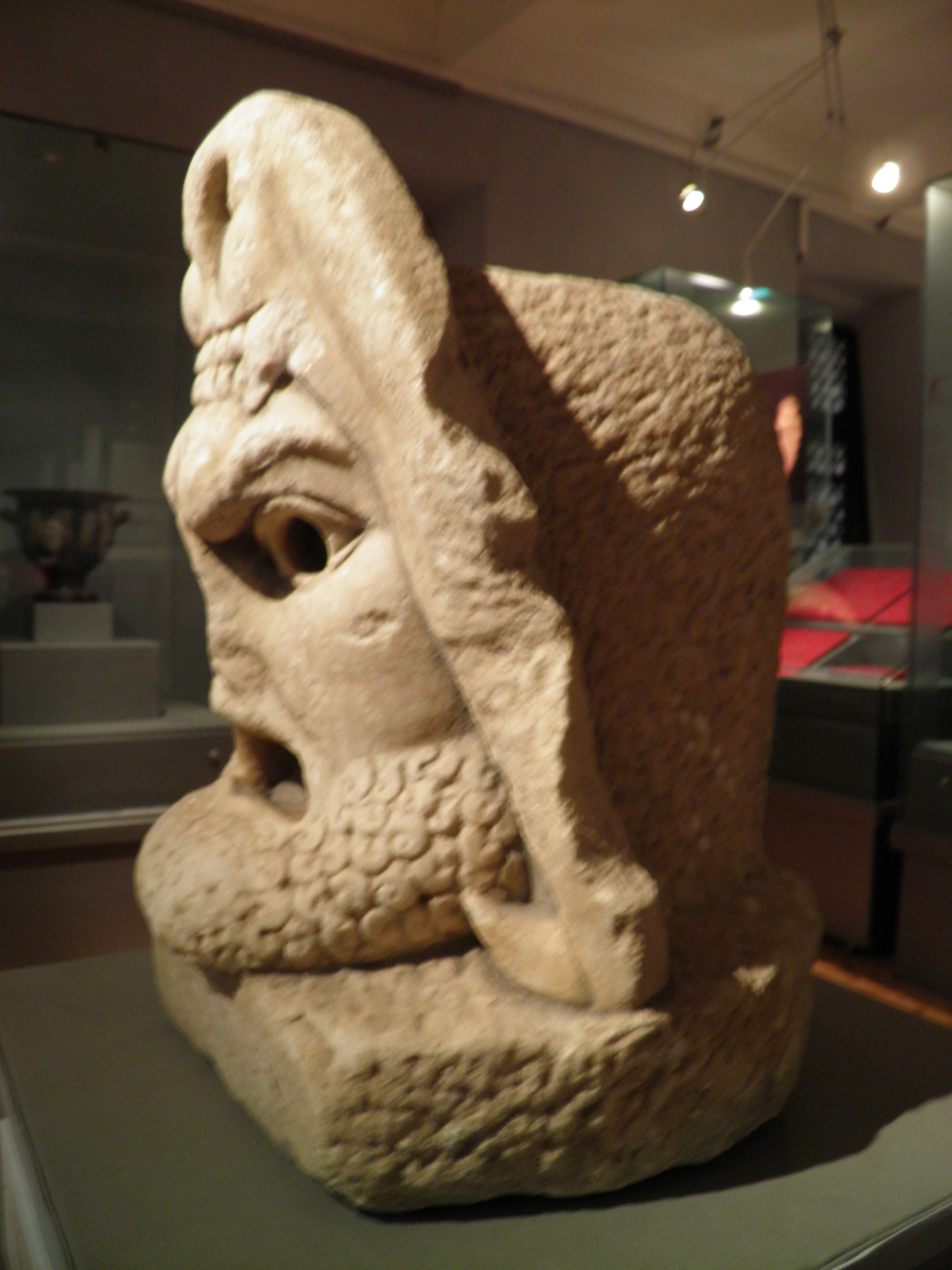
Au musée archéologique de Bitola

### Antiquité
Pendant la Préhistoire, une communauté, appelée Lyncestis, s'installe dans la région. La ville fut reprise plus tard par les Macédoniens. Au Ve siècle av. J.-C., sous l'impulsion du roi Philippe II de Macédoine, une ville, Heraclea Lyncestis, est construite sur une petite colline se trouvant au sud-est de la ville actuelle. Cette nouvelle cité est bâtie au carrefour de deux voies, l'une reliant la côte adriatique à la Thrace, l'autre, née dans le nord-est de la Pélagonie, rejoignant Stobi (actuelle Gradsko), située dans la vallée du Vardar.
Au IIe siècle av. J.-C., la Macédoine est envahie par les Romains. Ceux-ci réorganisent l'ancien royaume en province et font de la route qui reliait la mer Adriatique à la Thrace une voie très importante, baptisée Via Egnatia. Un siècle plus tard, la ville sert de dépôt de ravitaillement pour l'armée de Jules César lors de la guerre civile de César, qui se déroula de 49 av. J.-C. à 45 av. J.-C. Son nom apparaît ensuite dans divers écrits, autant officiels que privés.
La ville est évangélisée très tôt, dès le Ier siècle, et devient un évêché. Ses évêques des IVe siècle, Ve siècle et VIe siècle sont connus grâce à des textes de l'époque. Heraclea Lyncestis est alors une ville importante, elle possède notamment des fortifications, deux basiliques et un théâtre. À partir du Ve siècle, la ville connaît néanmoins des attaques barbares et est dévastée à plusieurs reprises. Le roi ostrogoth Théodoric est le premier à lancer une attaque sur Heraclea Lyncestis, en 472. Il recommence en 479 et en 518 la ville est à nouveau ravagée par un séisme,. Elle est restaurée à la fin du Ve siècle et au début du VIe siècle, peu de temps avant l'invasion des Slaves, qui anéantissent définitivement la ville.

### Moyen Âge
Au VIe siècle, les Slaves Dragovites et Berzites s'installent durablement dans la région. Ils abandonnent Heraclea Lyncestis et s'installent à l'emplacement de la ville actuelle, qui fait partie de l'Empire byzantin.
Pendant les siècles suivants, la ville, éclipsée par Ohrid, ne joue pas de grand rôle dans l'Empire. Vers l'An Mil, cependant, elle redevient un carrefour commercial et de nombreux monastères et couvents sont construits. Ce sont ces établissements qui donnent son nom à la ville, Bitola, qui vient d'un mot slave signifiant « monastère ». Donc, le même que le nom attribué dans l'antiquité, mais en slave.
Au XIVe siècle, Bitola est conquise par les empereurs serbes qui l'incluent dans leur État.

### Époque ottomane

#### De 1382 à 1799

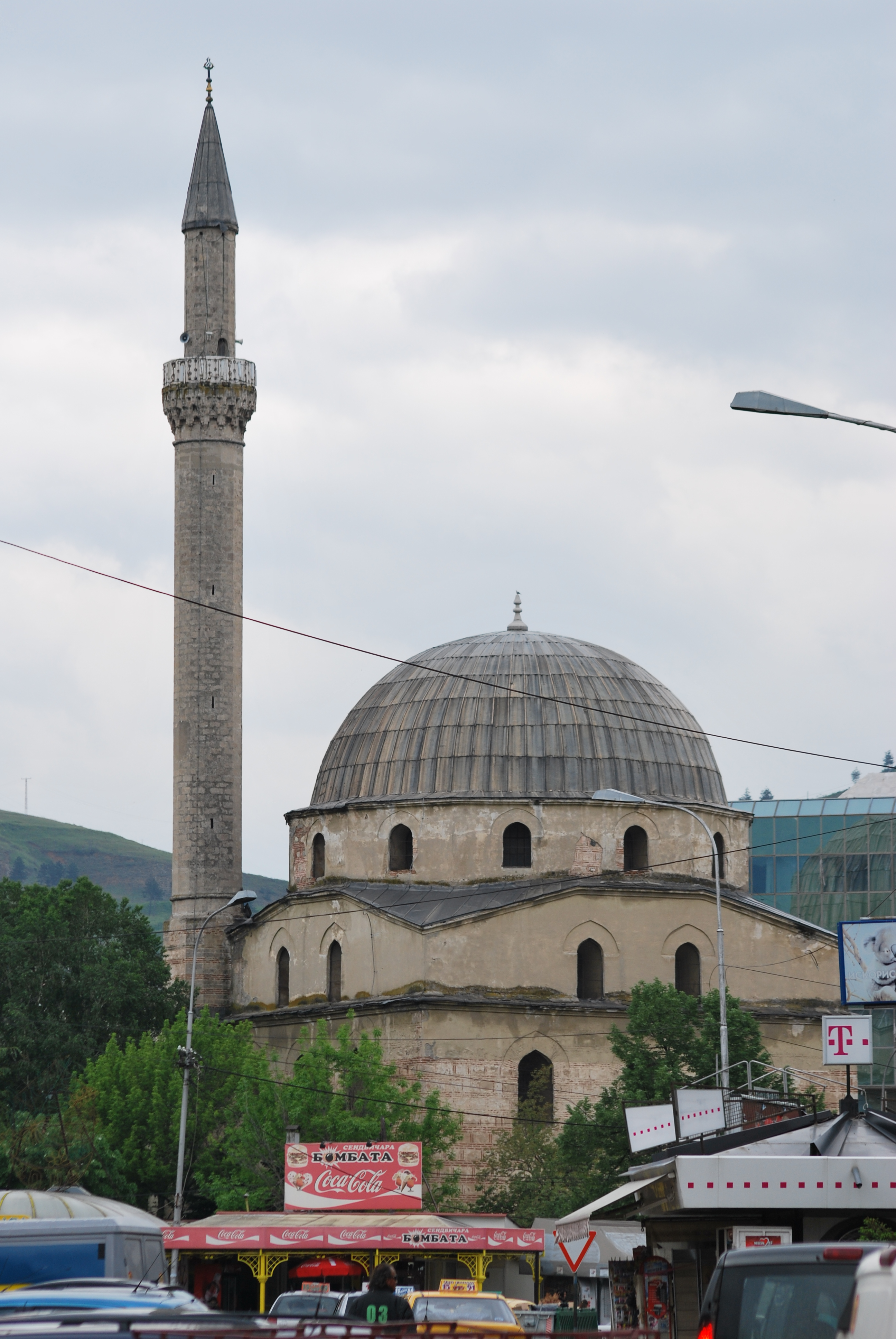
La mosquée Ishak Çelebi, construite par les Ottomans.

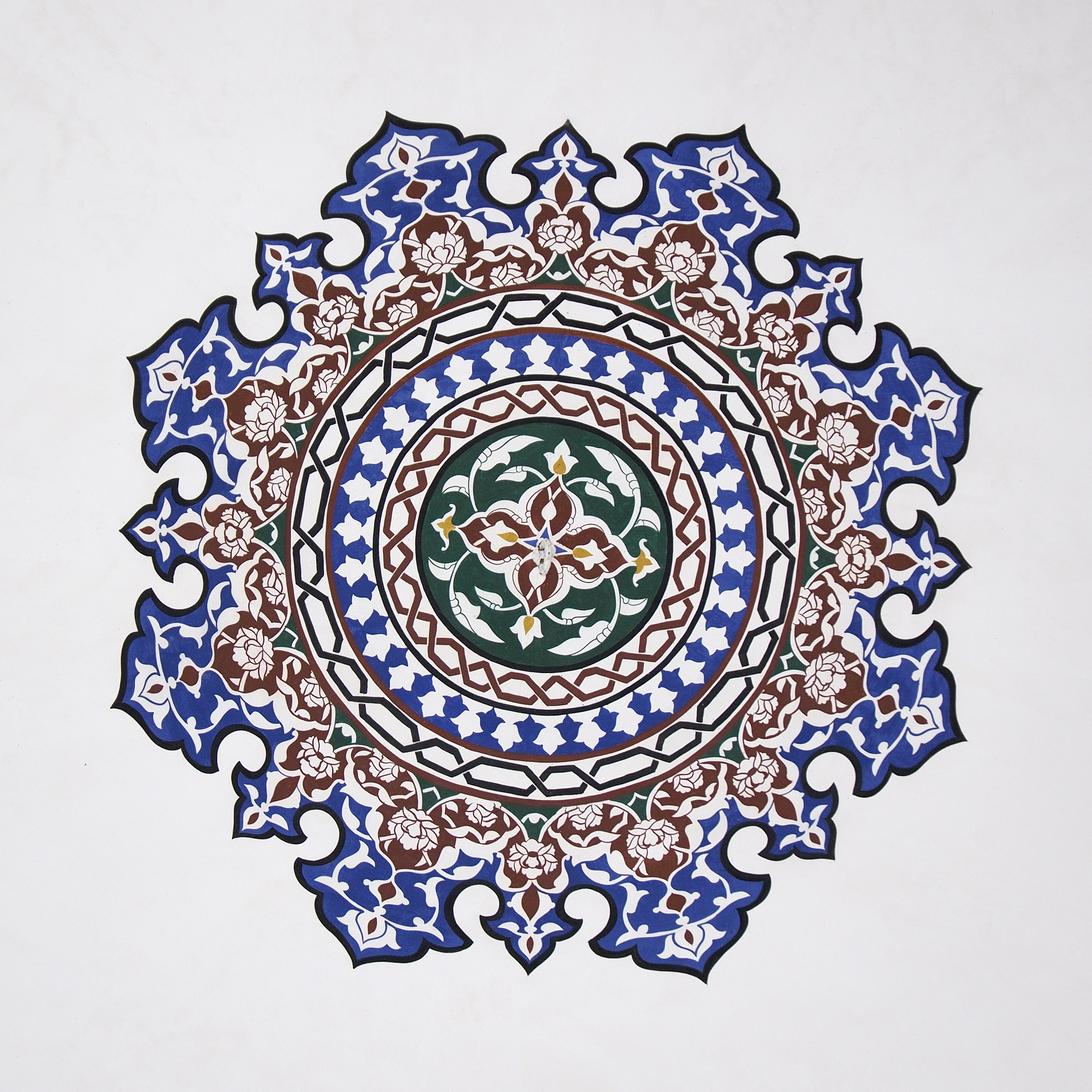
Rosace islamique, mosquée Aydar kadi

À la fin du XIVe siècle, les Turcs commencent à envahir les Balkans et prennent Bitola en 1382 qu'ils conserveront définitivement après la bataille de Kosovo Polje (1389). Ils la rebaptisent Monastir et en font le chef-lieu d'un sandjak (district). Monastir devient un grand centre commercial, qui commerce surtout avec l'Albanie et la Grèce.
La ville accueille un très grand nombre de Turcs et devient la troisième plus grande ville de l'Empire ottoman. Au XVIe siècle, Monastir accueille également une importante communauté juive, originaire d'Espagne et du Portugal, pays alors soumis à l'Inquisition (voir ci-dessous). Alors que les Turcs et les Juifs s'installent dans la ville, les Slaves occupent surtout les villages alentour.
Un marchand vénitien décrit en 1591 la ville comme un centre de négoce développé, qui possédait un Bezisten (bazar couvert) et un caravansérail. Selon lui, Monastir comptait 200 maisons habitées par des Juifs et vivait principalement du commerce de la laine et du cuir.
Le voyageur ottoman du XVIIe siècle Hadji Khalifa décrit quant à lui la ville comme un important marché de coton et son contemporain Evliya Çelebi recense 3 000 maisons, plus de 900 magasins, 40 maisons de thé et de café, un bezisten fermé par des portes en fer et d'autres nombreux monuments publics. À cette époque, Monastir est également un grand centre religieux musulman. La ville compte en effet beaucoup de médersas, quelques écoles de droit religieux et près de 70 mosquées.

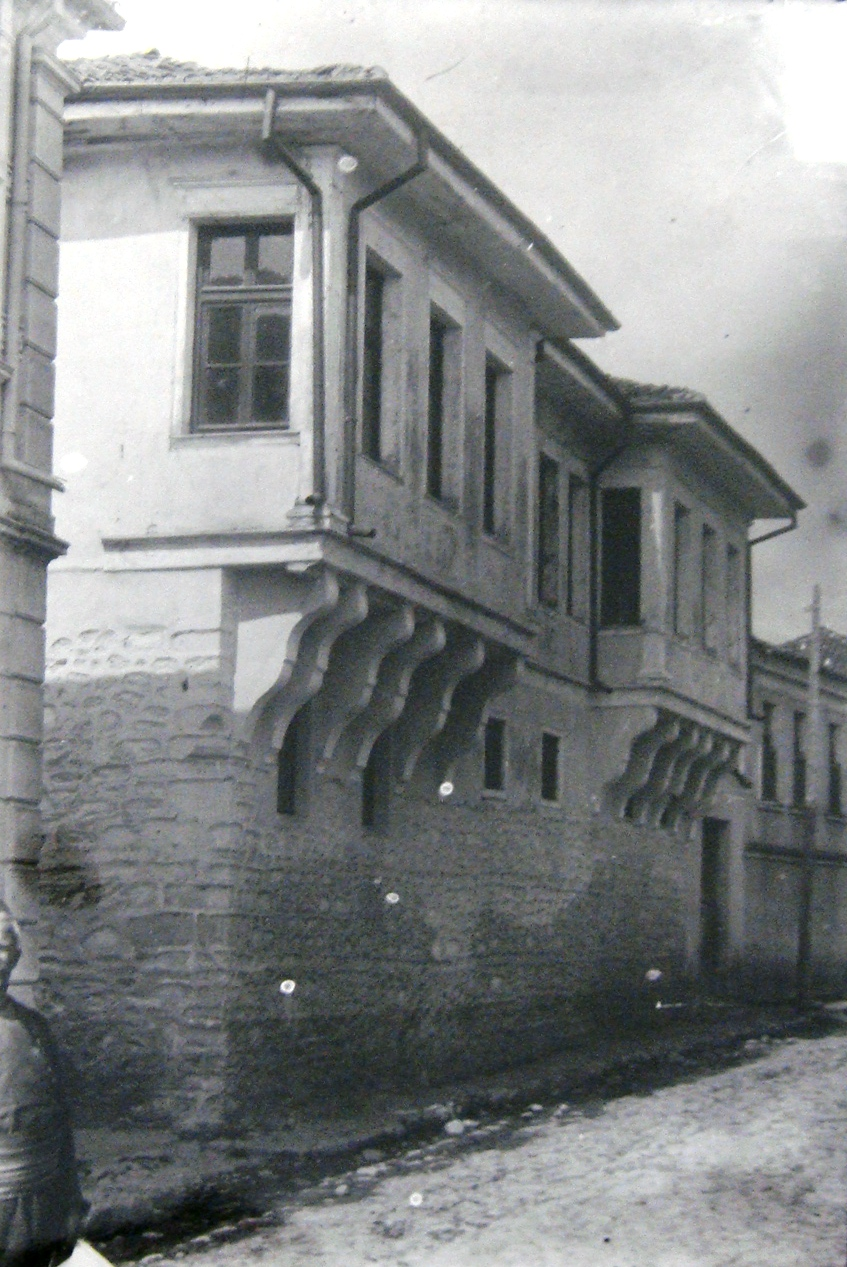
École turque.

Vers la fin du XVIe siècle, Monastir remplace Sofia comme capitale du pachalik de Roumélie, une des plus vastes provinces de l'Empire.
Après la Deuxième guerre austro-turque, qui se déroule de 1683 à 1699 et qui s'achève par la défaite ottomane, Monastir, comme les autres villes macédoniennes, décline, et sa population tombe à 12 000 habitants. Le XVIIIe siècle est une période de stagnation pour la ville. À la fin de ce siècle, elle accueille toutefois une nouvelle communauté ethnique, des Valaques, peuple qui parle une langue proche du roumain et qui mène une vie pastorale transhumante.

#### De 1800 à 1912

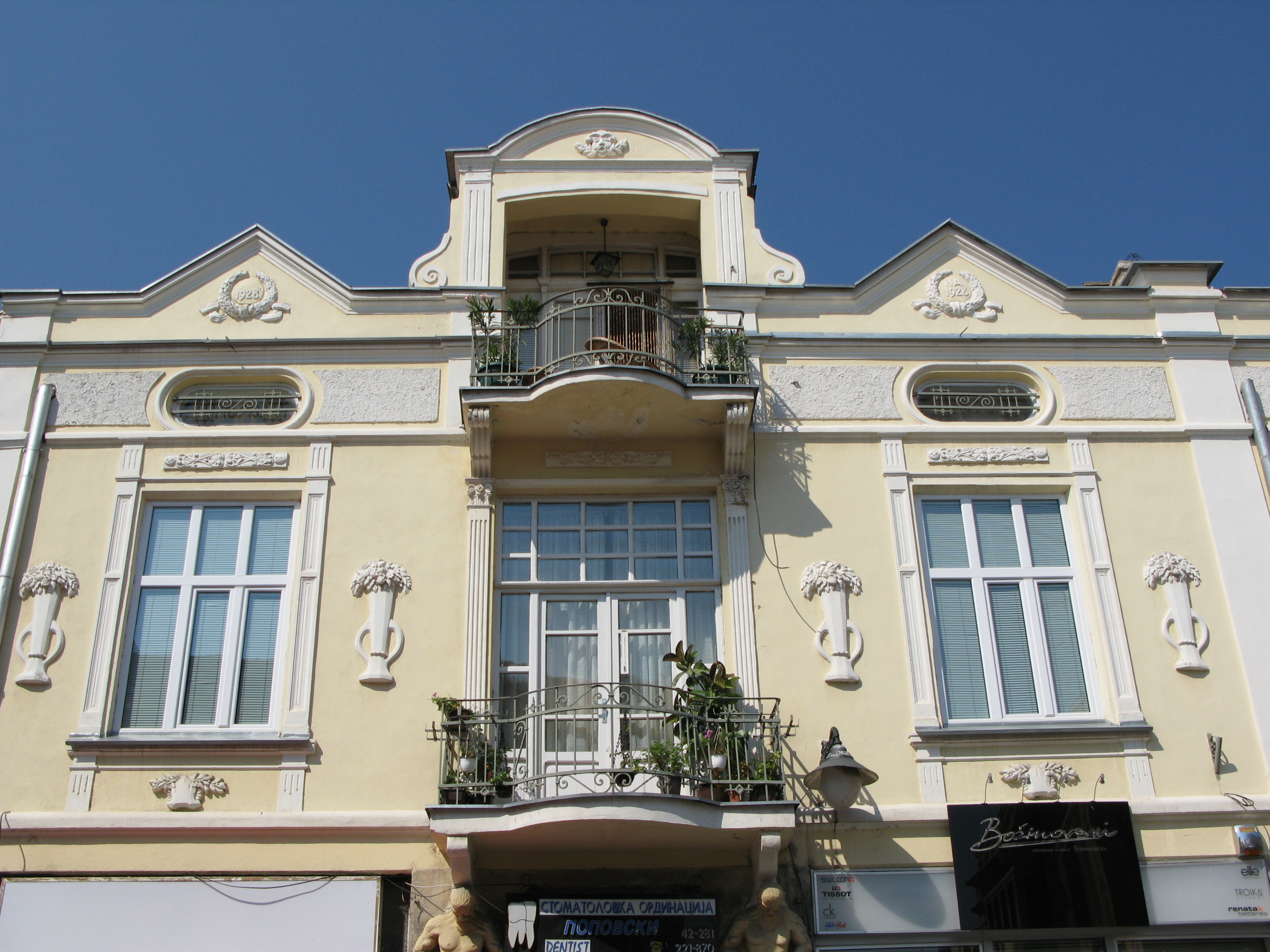
Architecture à l'occidentale du XIXe siècle.

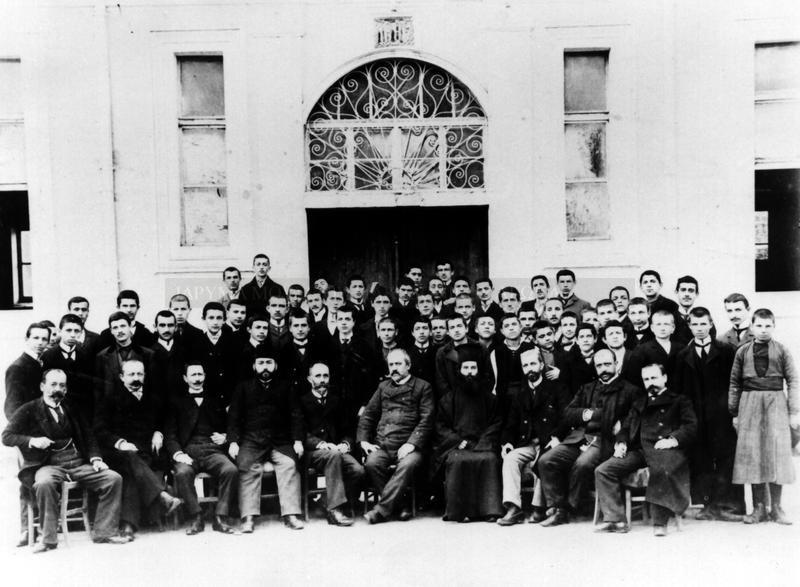
École grecque à Bitola, fin du.

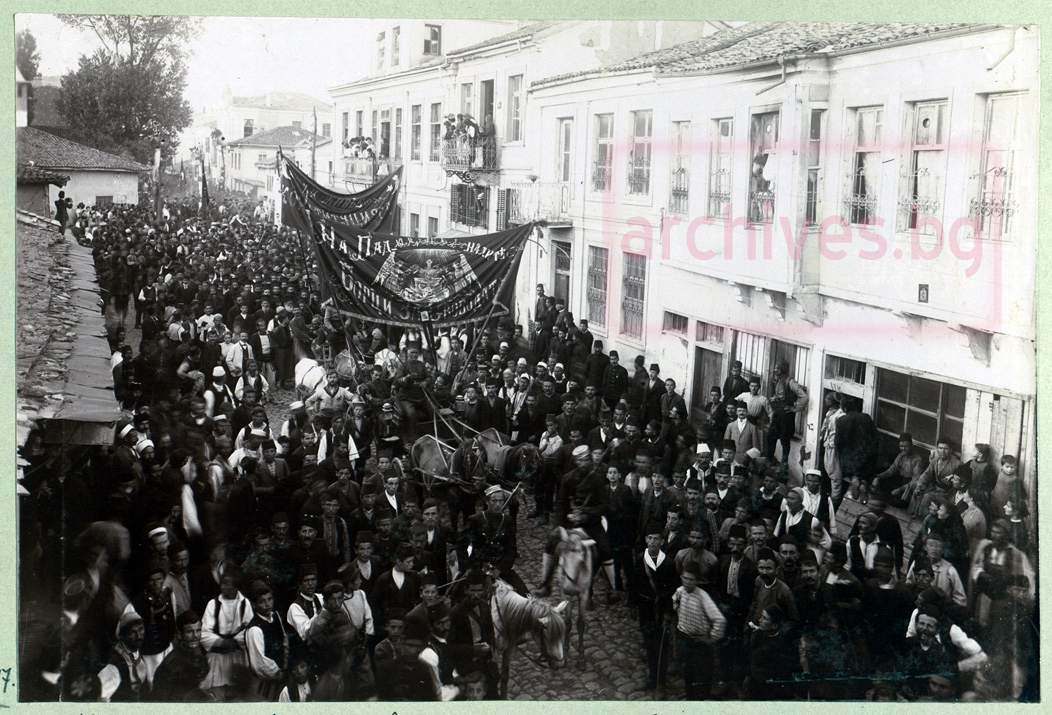
Manifestation du VMRO après la révolution jeune-turque en 1908.

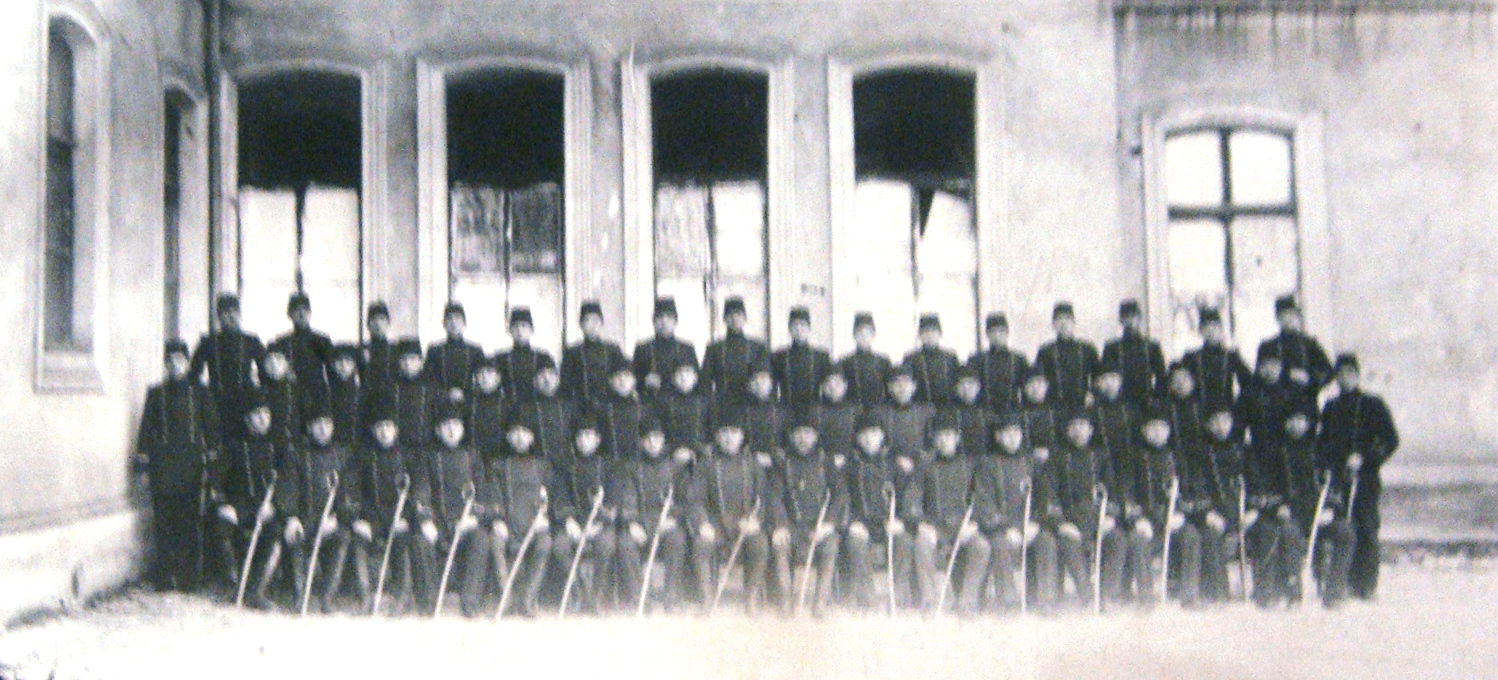
Académie militaire turque (1909).

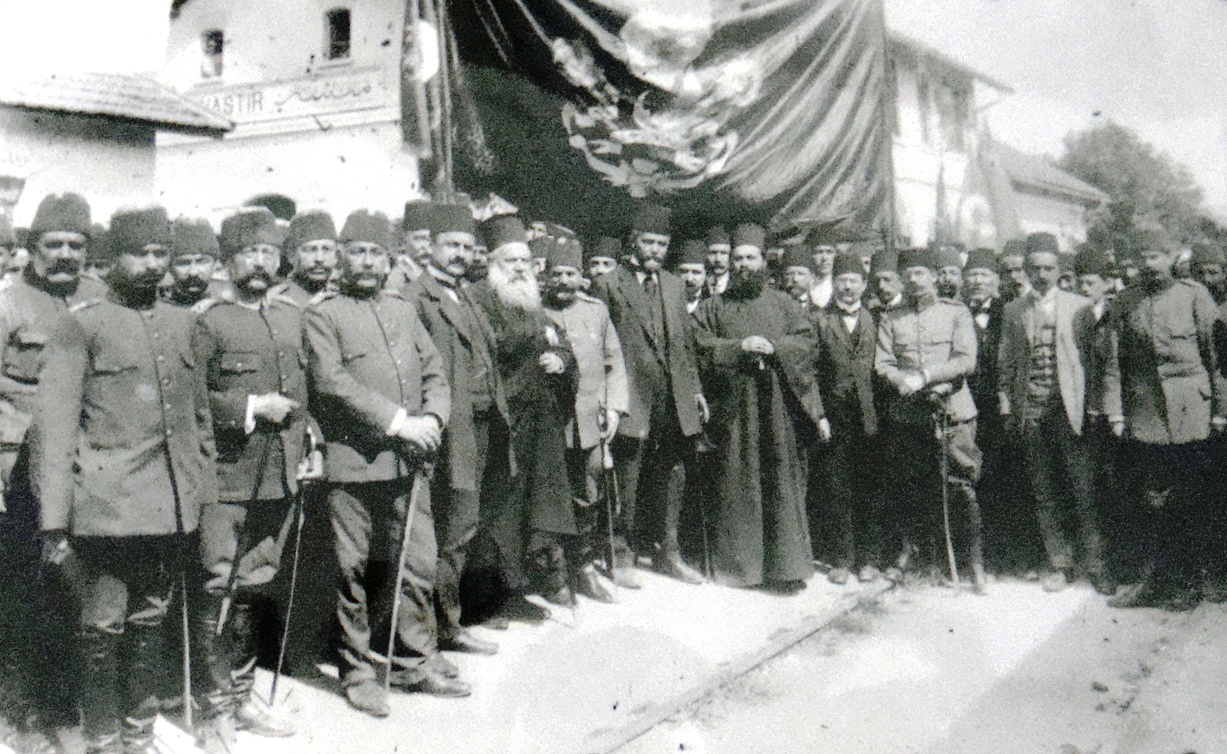
Réception du sultan Mehmed V à la gare de Bitola, 1911.

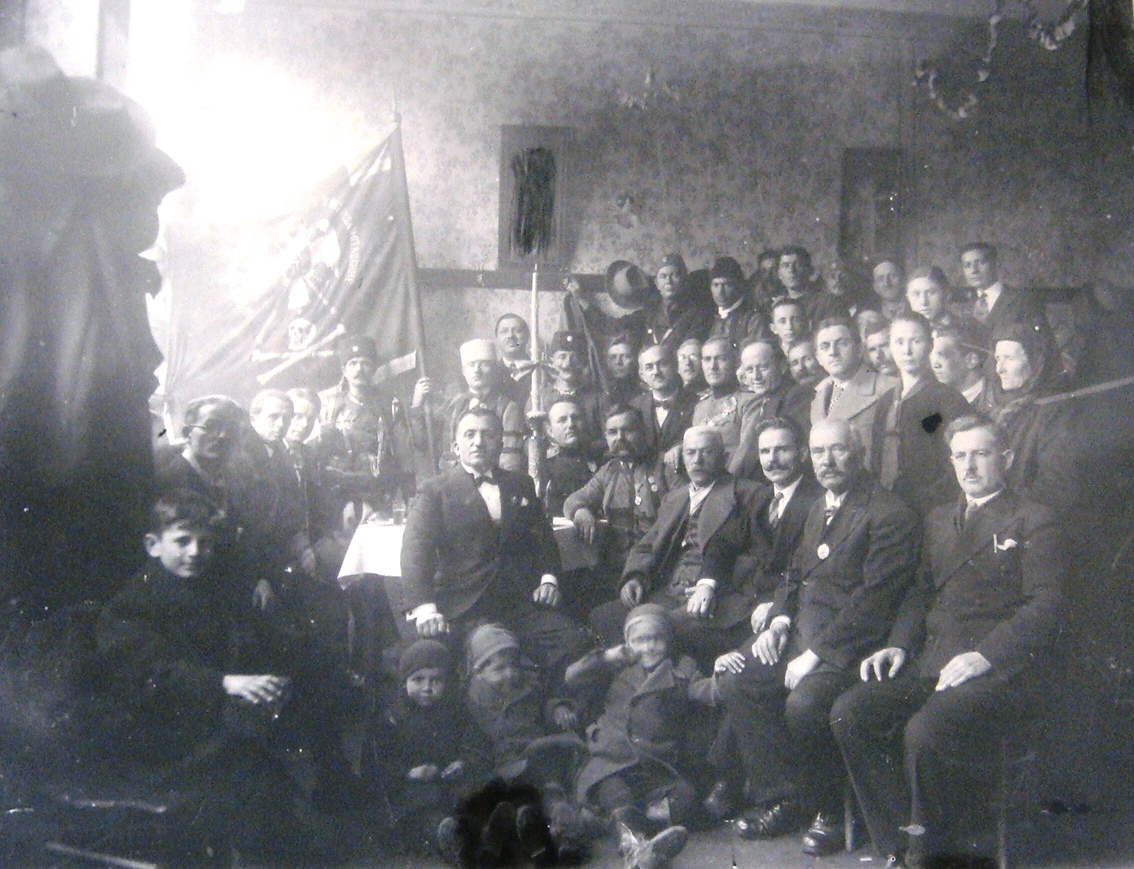
Conseil de l'Association Chetnik pour la Liberté.

En 1830, plusieurs centaines de dirigeants albanais sont massacrés lors d'un banquet à Bitola par les troupes ottomanes.
Au XIXe siècle, le pachalik de Roumélie, trop vaste, est découpé en plusieurs provinces puis remplacé en 1864 par une nouvelle structure, le vilayet de Monastir, qui ne couvre plus que l'ouest de la Macédoine.
Dès le début du XIXe siècle, Monastir connaît de profondes mutations et retrouve sa place de métropole dans l'Empire ottoman. L'implantation d'ateliers d'artisanat offre du travail à la population grandissante et l'installation d'une garnison ainsi qu'une prestigieuse école militaire font venir de nombreux soldats qui s'installent dans la ville. En 1835, Monastir compte ainsi plus de 40 000 habitants et est la seconde ville sur la partie européenne de l'Empire ottoman après Thessalonique. Ses commerçants traitent alors majoritairement avec des homologues de Venise, Vienne (Autriche), Paris, Londres et Leipzig.
En même temps, la conscience nationale macédonienne émerge et les Slaves commencent à ouvrir leurs propres écoles et églises, dépendant de l'Église Orthodoxe Bulgare, en concurrence avec celles du patriarcat grec de Constantinople qui cherchent l'hellénisation de la population slave. Monastir est un des points chauds de la rivalité bulgaro-gréco-serbe en Macédoine.
En 1894, l'ouverture de la ligne de chemin de fer reliant Monastir à Thessalonique permet un nouvel essor économique pour la ville, qui, plébiscitée par les négociants étrangers, reçoit les consulats de douze États européens et s'occidentalise fortement. Monastir reçoit alors son surnom de Ville des Consuls, qu'elle conserve encore plus de cent ans après,.
En 1903, les frères Manákis y réalisent le premier film des Balkans.
Pendant le début du XXe siècle, Bitola est un grand foyer d'associations autonomistes macédoniennes, notamment l'Organisation révolutionnaire intérieure macédonienne (VMRO), la principale organisation autonomiste macédonienne. Ces groupes aspiraient notamment à l'ouverture d'écoles de langue slave et à l'indépendance vis-à-vis du pouvoir ottoman. En 1903, la ville est d'ailleurs l'un des principaux foyers de l'insurrection d'Ilinden, conduite par les nationalistes macédoniens contre les Ottomans et qui soulève toute la Macédoine slave, et on y déplore de nombreux massacres suivis de violentes répressions principalement dans les campagnes ; « la région de Monastir, théâtre des combats, souffre particulièrement : 119 villages incendiés, 50 000 personnes sans abri »,,.
Après la révolution des Jeunes-Turcs en 1908, profitant de concessions faites par les Jeunes-Turcs, ce sont les Albanais qui choisissent la ville comme foyer d'action autonomiste. En 1908 a d'ailleurs lieu le congrès de Monastir qui fixe l'alphabet albanais moderne.
Bitola est prise par l'armée serbe en 1912 pendant la première guerre balkanique et passe sous l'administration du royaume de Serbie.

### De 1913 à nos jours

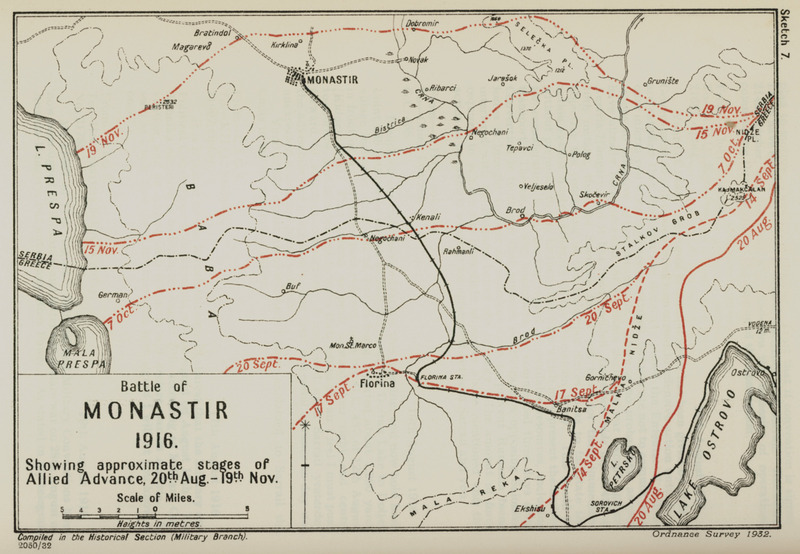
Carte de la bataille de Monastir, 1916.

Au traité de Londres (30 mai 1913), l'Empire ottoman cède Bitola à la Serbie. Le royaume de Bulgarie, qui revendique aussi la Macédoine, déclare la guerre à ses alliés de la veille, mais il est battu dans la seconde guerre balkanique.
En 1915, pendant la Première Guerre mondiale, les Bulgares envahissent la totalité de la Macédoine serbe. Mais les pays de l'Entente débarquent un corps expéditionnaire à Thessalonique et, avec l'appui de l'armée serbe reconstituée, avancent vers la Macédoine slave qui devient l'enjeu de la bataille de Monastir entre le mois de septembre et celui de novembre 1916. Jusqu'en 1918, Bitola se retrouve sur la ligne de front et subit des bombardements presque quotidiens par l'aviation ou l'artillerie ; elle est presque entièrement détruite au sortir du conflit.
Après la fin de la Première Guerre mondiale, Bitola, comme toute l'ancienne Macédoine serbe de 1912, est incluse dans le royaume des Serbes, Croates et Slovènes. En 1929, cet État devient le royaume de Yougoslavie. La ville se trouve alors isolée à l'extrême sud de ce nouveau royaume et décline progressivement pendant l'entre-deux-guerres.
La commune a été décorée le 27 août 1923 de la croix de guerre 1914-1918.
Bitola est, lors de la Seconde Guerre mondiale, la première ville de Yougoslavie à être attaquée par les forces de l'Axe. En effet, les Italiens la bombardent le 3 novembre 1940, alors que la Yougoslavie n'entre officiellement dans le conflit qu'en avril 1941. Bitola, occupée par la Bulgarie la même année, souffre ensuite de la déportation de plus de 3 000 Juifs en mars 1943 vers le camp d'extermination de Treblinka, 606 arrestations, 251 condamnations pour résistance, 600 habitants meurent lors de combats, 500 sont blessés. La ville est libérée le 4 novembre 1944 par des Résistants communistes.
À la fin du conflit, en 1945, alors que la république socialiste de Macédoine est créée, Bitola est pressentie pour devenir capitale. Finalement, Tito impose Skopje, l'autre grande ville macédonienne, située dans le nord du pays. Mais après la Seconde Guerre mondiale, Bitola demeure le second centre économique de la Macédoine. La ville compte par ailleurs encore dix consulats, sur les douze qu'elle possédait à la fin du XIXe siècle.
Depuis 1991, Bitola fait partie de la Macédoine du Nord.

## Communauté juive

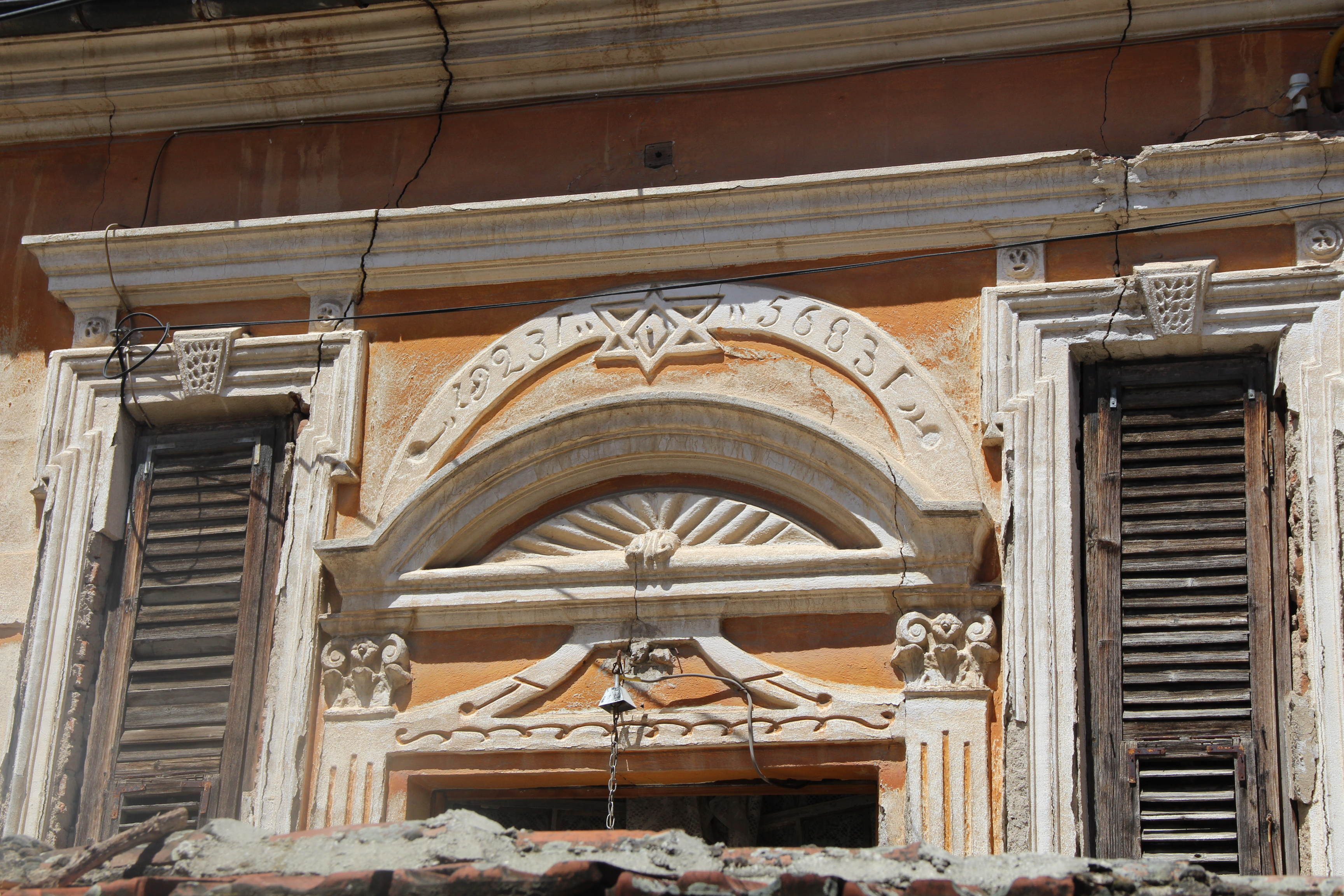
Maison juive désertée, construite en 1923.

La présence de Juifs dans la ville antique de Stobi (dans la commune actuelle de Bitola) est attestée par l'existence d'une synagogue antique du IIIe siècle.

Des artisans et commerçants juifs romaniotes issus de l'Empire byzantin et rescapés des troisième et quatrième Croisades s'établissent à Bitola au XIIe siècle, rejoints par des Juifs expulsés de Hongrie au XIVe siècle et d'autres réfugiés venus d'Asie mineure au XVe siècle, en tant que travailleurs forcés appelés Sorgon (Sürgün),,, puis en 1492, de Juifs espagnols et en 1497, de Juifs portugais expulsés d'Espagne puis du Portugal. À la fin du XVIe siècle, Monastir compterait 200 maisons habitées par des Juifs vivant principalement du commerce de la laine et du cuir. 

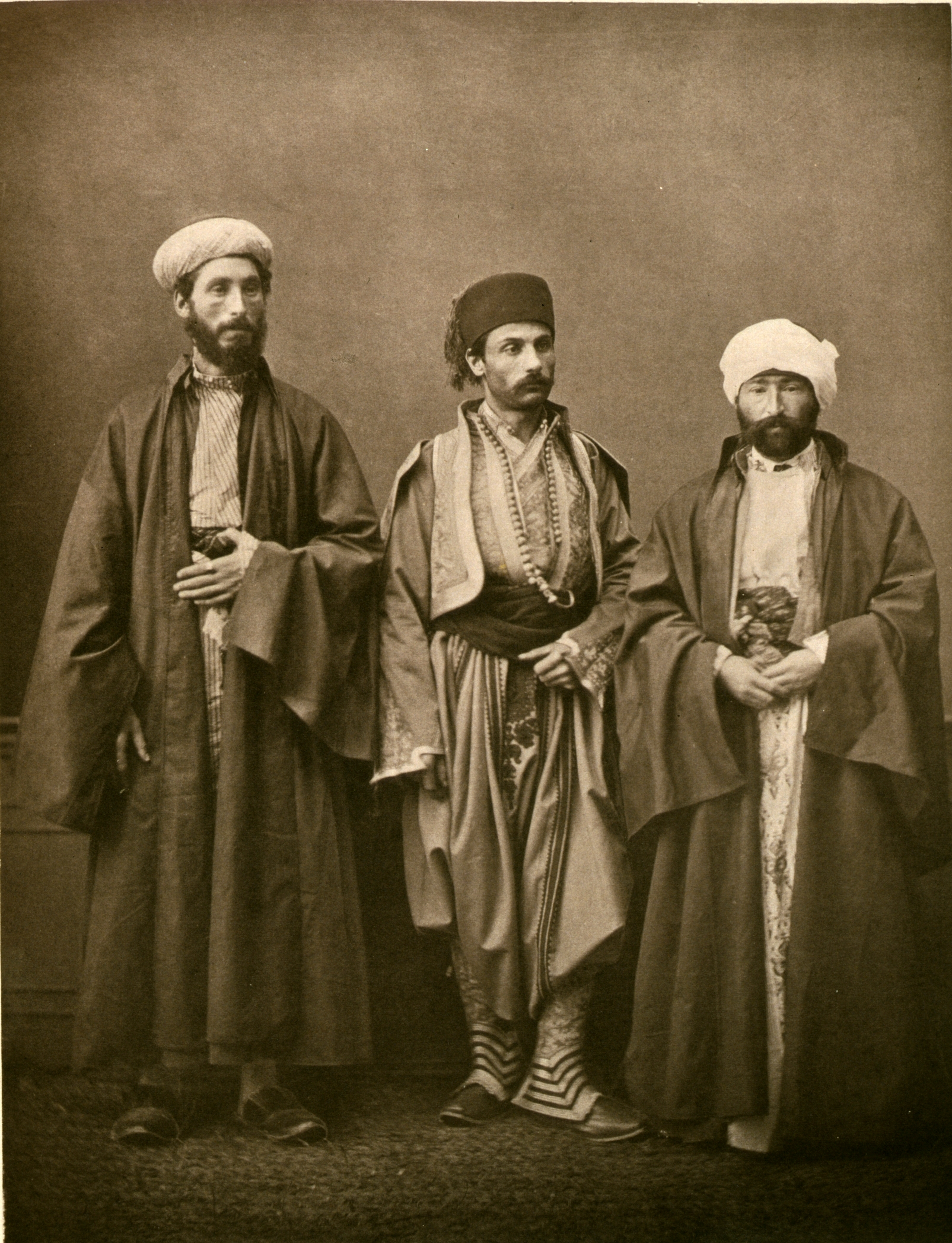
De gauche à droite : grand-rabbin (Haham-bachi) de Salonique, bourgeois de Monastir (Bitola) et professeur musulman de Salonique,1873

Durant la domination ottomane, les Juifs de Monastir s'activent dans l'exportation de produits de bouche et dans l'importation de tissus et métaux. Certains sont tanneurs, orfèvres, fromagers.
Au XIXe siècle, de nombreuses familles juives touchées par la pauvreté après la transformation de la ville en un district du vilayet de Salonique et le grand incendie de 1863, se convertissent pour vivre plus dignement quand d'autres appellent à l’aide des Juifs de l'étranger comme Sir Moïse Montefiore, pour soutenir leurs coreligionnaires dans le besoin.
Parallèlement, les Juifs sont périodiquement et injustement accusés de meurtres rituels, notamment en 1900 et persécutés.
Dans ce contexte de famine ou de violence du début du XXe siècle, 75 000 Juifs quittent la Macédoine pour le Canada, l’Amérique du Sud et la plupart pour les États-Unis, quelques-uns aussi pour le Chili et la Palestine en 1900 et 1912.

À cette époque, la communauté juive restante continue à parler le judéo-espagnol (ladino) de ses ancêtres castillans, en plus des langues locales et vivent dans des maisons à l'architecture hispanique du quartier juif (non imposé) appelé « Jevrejska mala » (dynamité en 1947), plutôt en bonne intelligence avec leurs voisins, toujours active dans le commerce et intégrée dans la ville. Les Juifs appartiennent aux différentes classes sociales ; un tiers de la population juive la plus indigente vit dans des quartiers tels que « La Tabane » ou « Ciflik » et pire, à « Los Kortezus », un champ à côté de la ville où les conditions de vie sont très difficiles.

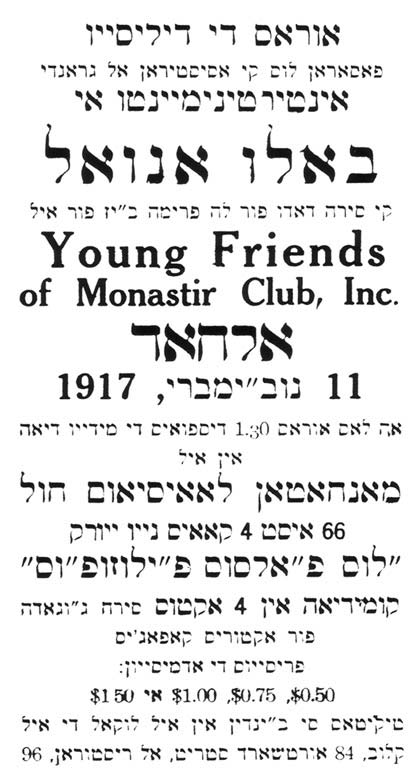
Association juive ladino des Jeunes amis du Monastir club, 1917

Une dizaine de synagogues sont présentes en ville. S'y ajoutent une synagogue pour la jeunesse construite dans une école juive, un Talmud Torah, une école de garçons et une école de filles subventionnées par l'Alliance israélite universelle (AIU) et l'Association anglo-juive (en), et des crèches. Ils ont aussi un mikveh pour le bain rituel et un boucher casher mais seulement la moitié des Juifs de la ville peuvent s'acheter de la viande.
Mais de nouvelles violences durant la Première Guerre mondiale, l'épidémie de typhus de 1915 et la famine ont raison d'une partie de la ville : de nombreux habitants dont des Juifs fuient vers Salonique. Après la guerre, les survivants restent démunis.
Dans l'entre-deux-guerres, le sionisme devient la principale force d’attraction de la communauté juive de Monastir. Leon Kamhi (sh) de Bitola œuvre pour promouvoir l’immigration vers la terre d'Israël. En 1931, la Hachomer Hatzaïr contrôle les organisations de jeunesse et le départ vers la Palestine qui s’accélère en 1932.

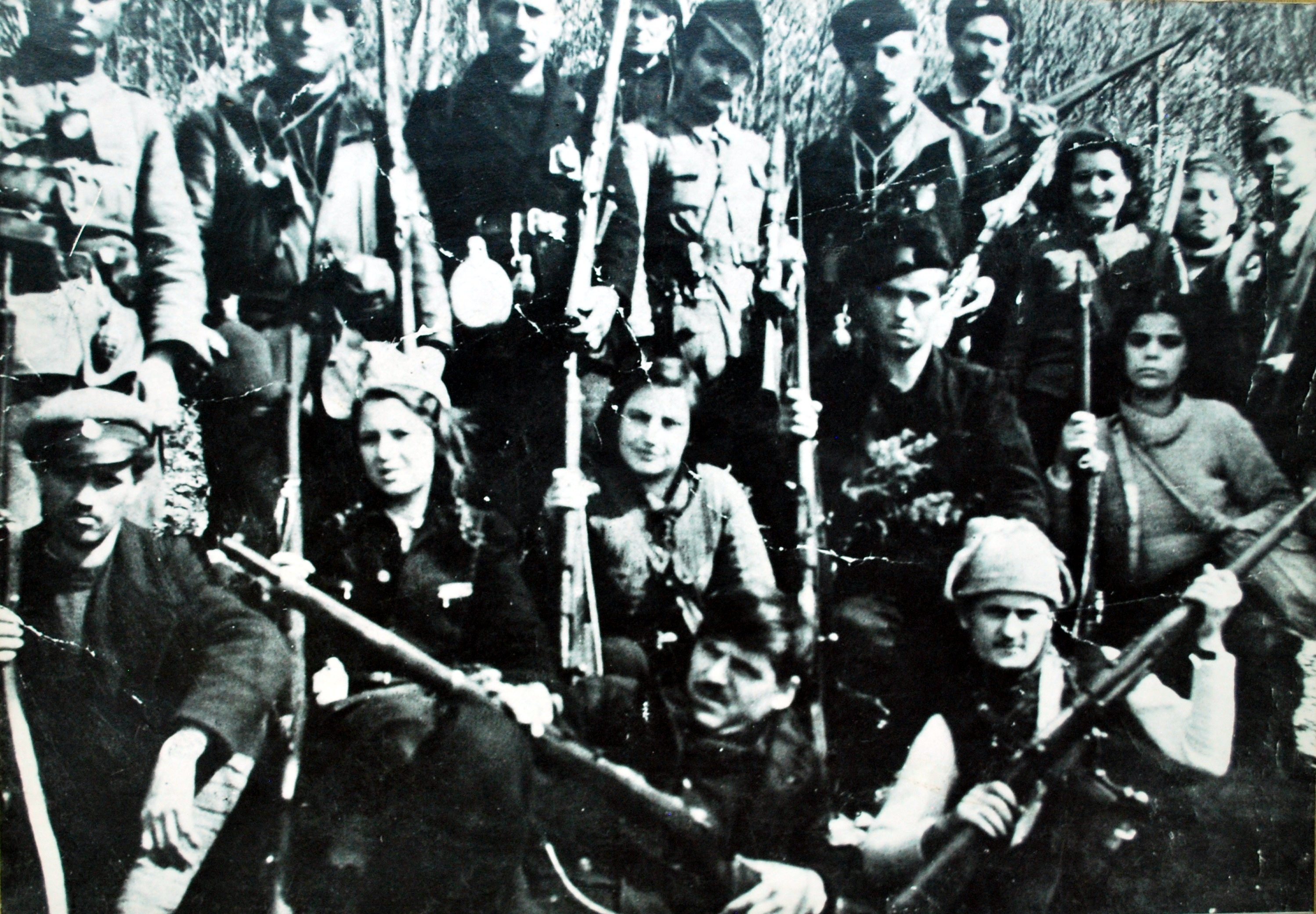
Partisans de Bitola-Prespa, avec au centre et « Mara » à droite, 1942-44

Durant la Seconde Guerre mondiale, les Juifs sont recensés et tenus de porter l'étoile jaune. Après leur rafle, ils sont d'abord enfermés dans de très dures conditions (les cinq premiers jours sans nourriture ni eau) dans l’entrepôt des tabacs (usine Monopoli), et gardés par des soldats bulgares puis, entre les 11 et 29 mars 1943, déportés dans des wagons à bestiaux vers Treblinka où on les assassine dès leur arrivée.
3 762 Juifs monastirlis sont tués dans ce camp d'extermination nazi, soit 69 familles juives,,. Parmi elles : les Abolcher, Aroesti/Aruesti, Bejakar, Calderon/Kalderon, Hasson/Hason, Ischach, Kamchi/Kamhi, Kassorla/Kasorla, Kohen, Levi/Lewi, Meshulam, Nachmias, Ovadia, Pardo, Peso et Testa. Quatre Monastirlis parviennent à s'échapper entre les deux transports : Nico Pardo, Allegra Aroesti-Pardo, Joseph Kamhi et Albert Sarfati,,.
Quelques jeunes Juifs s'enfuient dans les montagnes pour rejoindre la Résistance des partisans locaux (NOP), dont la communiste Haïm Estreya Owadia (en) (1922-1944) surnommée « Mara », déclarée en 1953 héroïne nationale communiste par Tito qui donnera son nom à un jardin d'enfants et fera ériger son buste, ainsi que Zamilla Kolonomos (he) (he) (1922-2013) qui témoignera plus tard de ces événements,,.

En 2019, l'institut Yad Vashem recense dix Justes parmi les nations en Macédoine.

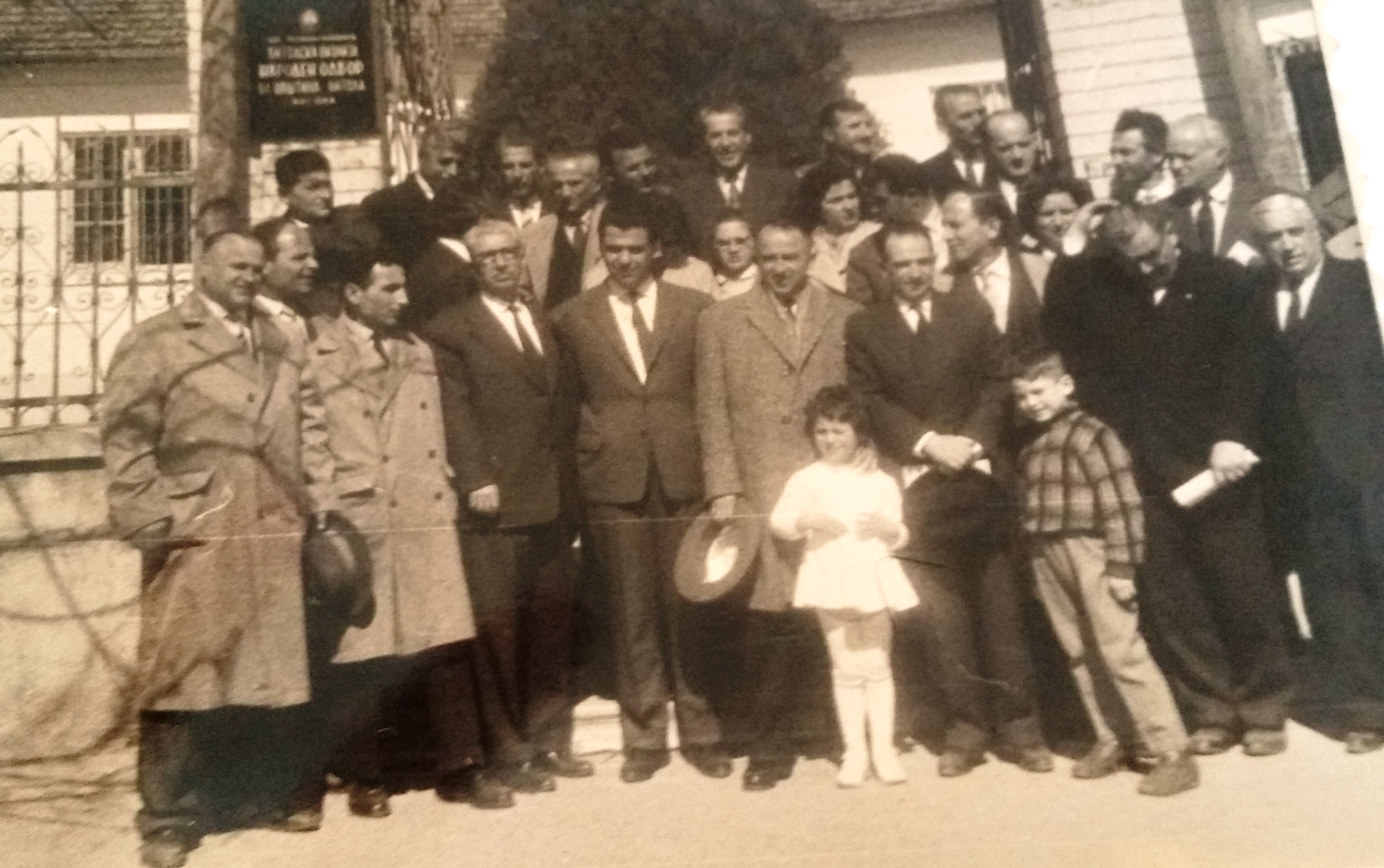
La famille Abravanel et le restant de la communauté juive à Bitola, fin des années 1950

Après la Seconde Guerre mondiale, le docteur Haïm Abarbanal (he) (1896 Bitola - 1984 Bat Yam, Israël) est médecin et directeur de l'hôpital d’État de Bitola entre 1946 et 1963. Il travaille également avec les autorités pour aider à réhabiliter le cimetière juif de la ville. Sa famille juive est la dernière vivant à Bitola après la destruction de la communauté juive pendant la Shoah.

Depuis 1958, une cérémonie commémorative rassemble des survivants et descendants de la communauté juive de Macédoine à Bitola, en présence des Abravanel, tous les 11 mars en souvenir de l'extermination de la communauté à cette même date en 1943. Mais après le tremblement de terre de Skopje de 1963, qui tue la famille du médecin juif, ce dernier quitte alors Bitola pour émigrer en Israël avec sa petite-fille rescapée du séisme, pays qui vient d'ailleurs en aide à la Yougoslavie pour aider les blessés et reconstruire la ville.

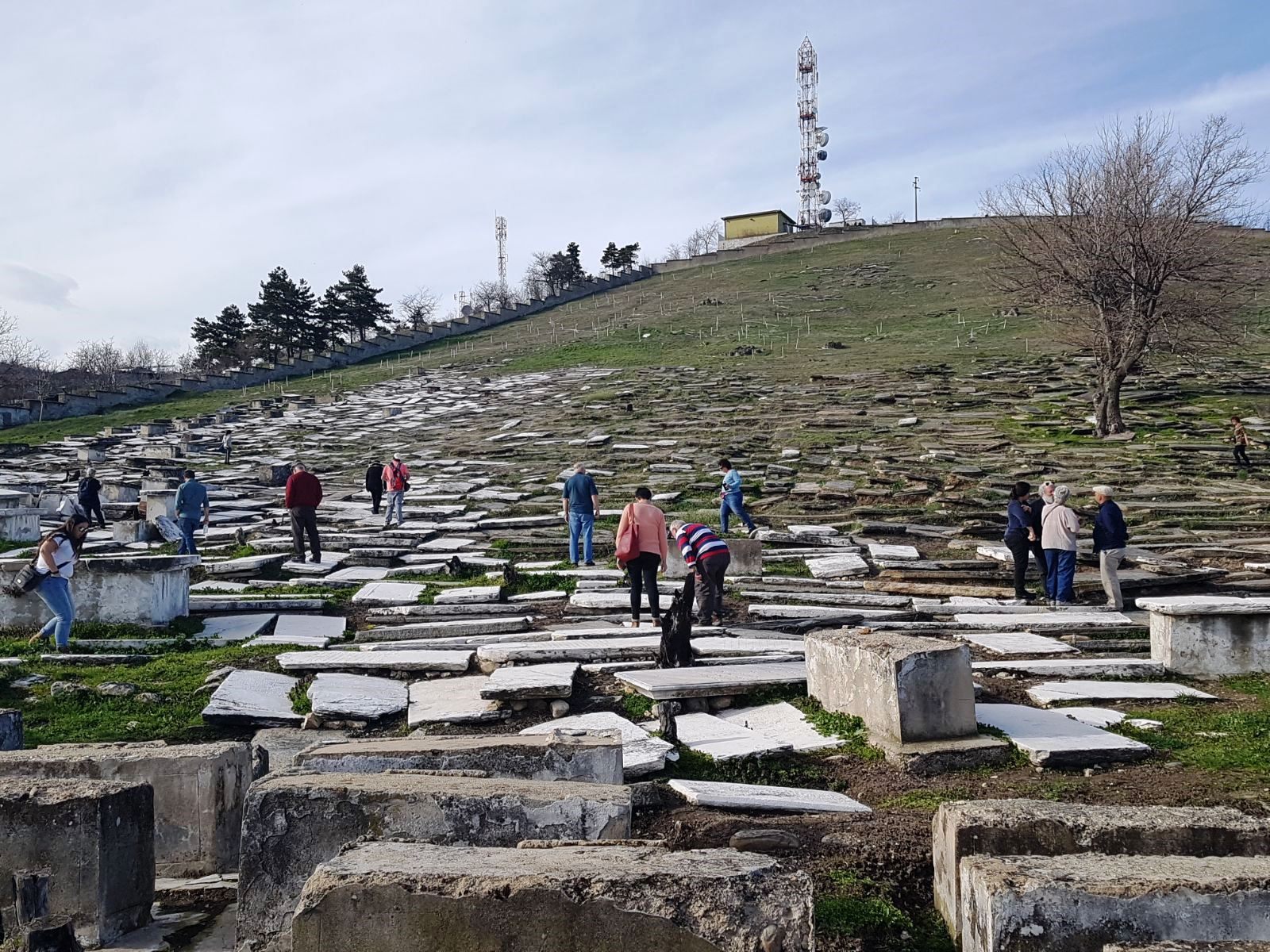
Cimetière juif de Bitola, 2018

Dans les années 1990, il ne reste plus rien des synagogues portugaise et aragonaise de Monastir. Les soldats bulgares et les paysans macédoniens ont utilisé les pierres tombales du cimetière juif fondé en 1497 pour des constructions militaires et civiles ; des croix gammées et des slogans nazis maculent des tombes sur lesquelles les paysans font paître leurs moutons, l'étoile de David à l'entrée du cimetière est brisée.
En 2018, l'hôpital de la ville prend le nom de « Haïm Abarbanel Hospital ».
En 2019, une cérémonie intitulée « Marche de la vie » se déroule dans le cadre de la Journée du mémorial de l'Holocauste à Skopje et à Bitola. L'Association pour le patrimoine juif de Bitola-Monastir, une délégation académique de l'université Bar-Ilan (BIU) et des centaines de membres d'organismes israéliens et venus du monde entier marquent des arrêts devant l'« usine Monopoli » et à la gare d'où les Juifs ont été déportés vers leur mort au camp de Treblinka, à l'hôpital Haïm Abarbanel, devant les ruines du cimetière juif, au « jardin d'enfants Esteria Ovadia ».

### Statistiques
Sur une population d'environ 11 000 Juifs (sur 60 000 habitants, soit près de 18 %) en 1900, la communauté juive de Monastir est tombée à 8 900 personnes en 1912, à 3 750 en 1931, à 3 240 (sur 28 000 habitants) en 1940, à 3 350 en 1941, à 57 en 1945 et à 1 en 2002,,. Après un demi-millénaire d'existence, la communauté juive de Monastir-Bitola n'existe plus.

Quelques anciens Juifs monastirlis vivent actuellement à Skopje.

Traces de la communauté juive de Bitola
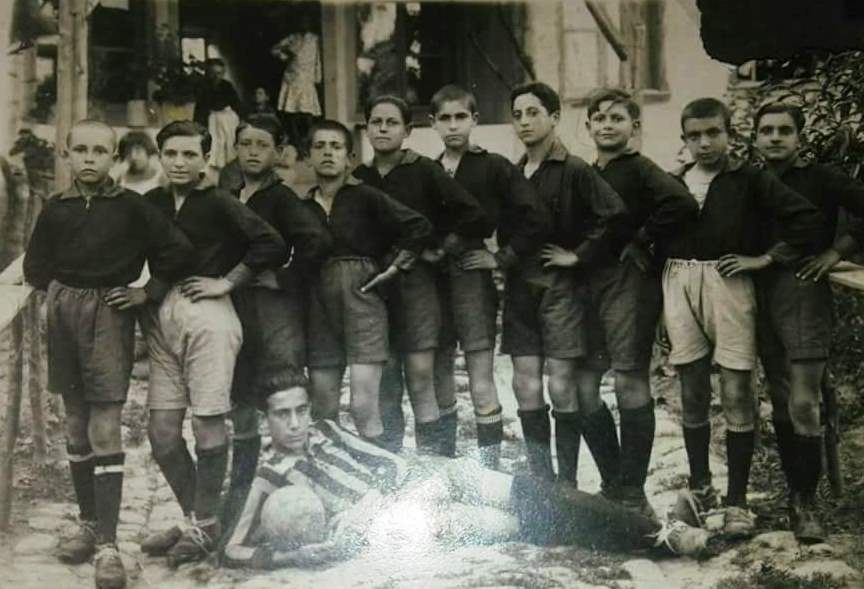
Équipe de jeunes footballeurs juifs, v. 1930.
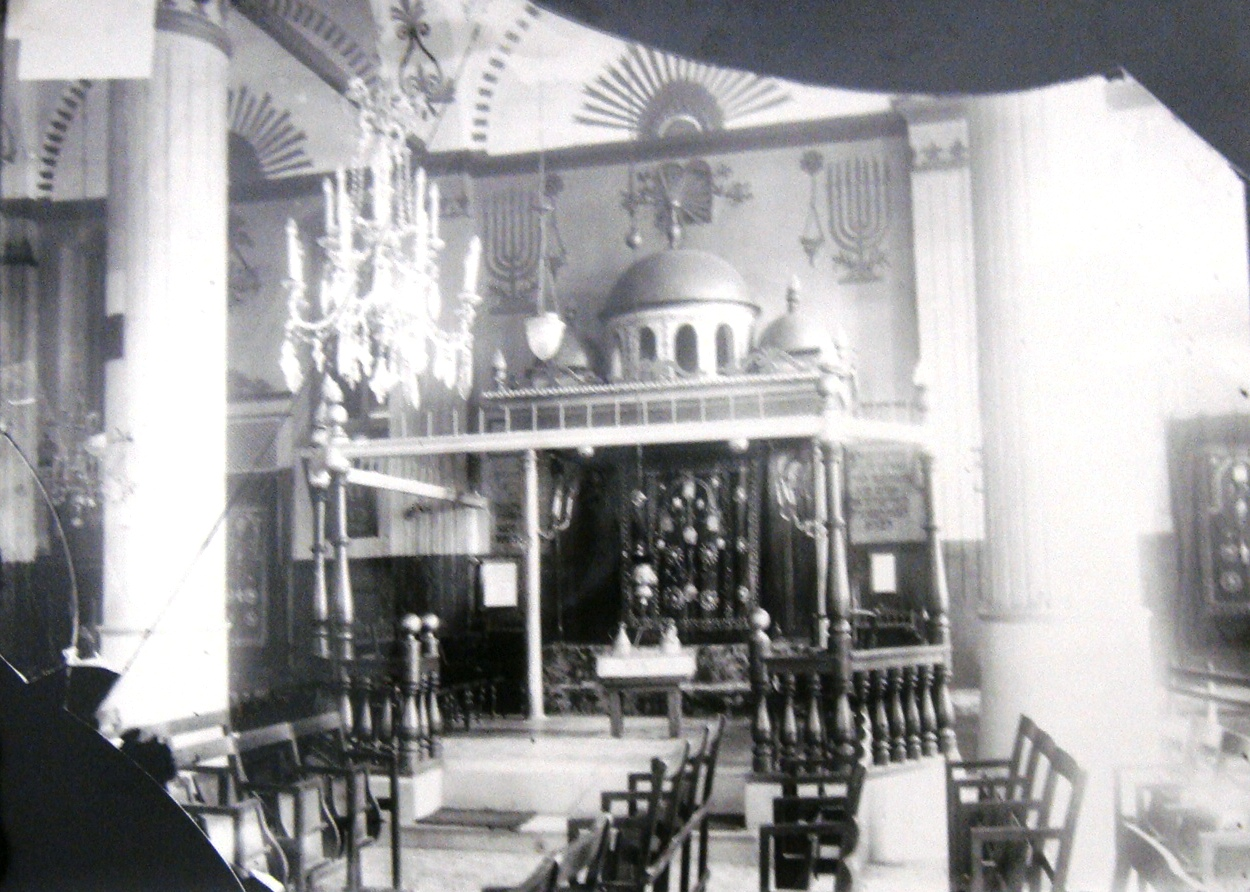
Synagogue Kal di Aragon à Bitola dans l'entre-deux-guerres.
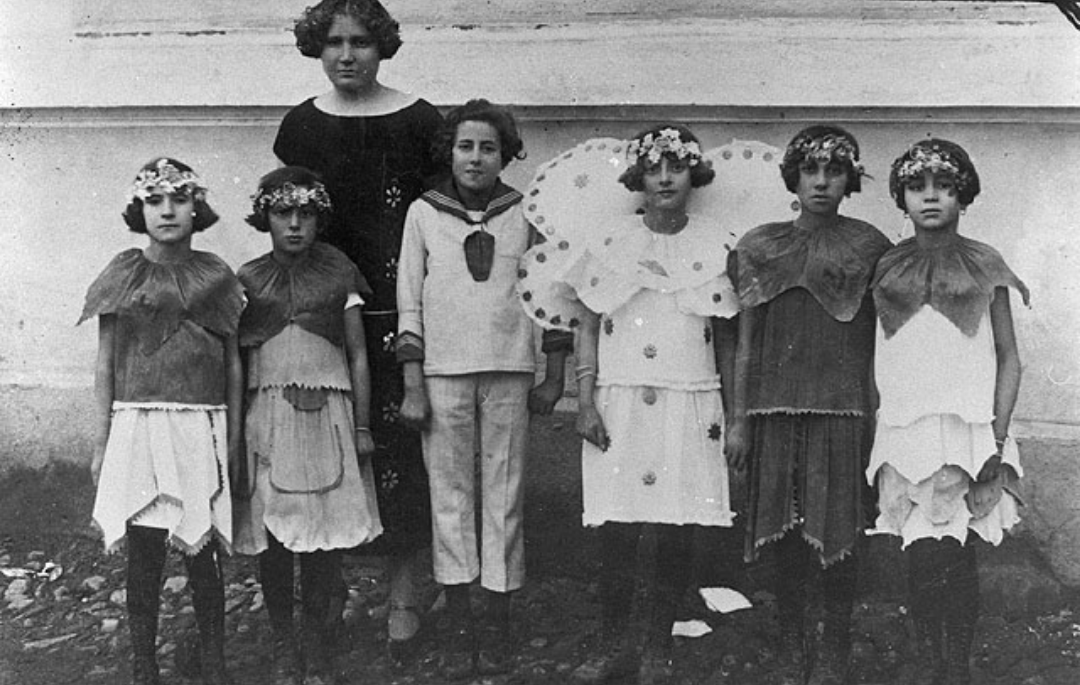
Juifs de Bitola à pourim, dans les années 1930.
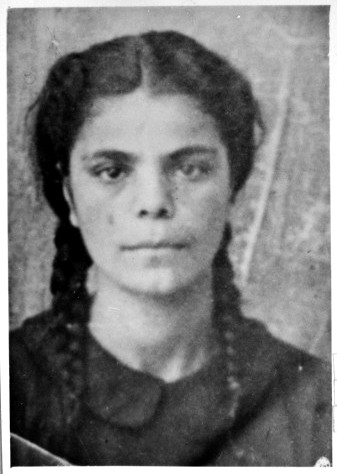
Haïm Estreya Owadia (en) (1922-44), dite Mara, partisane yougoslave et héroïne de Bitola.
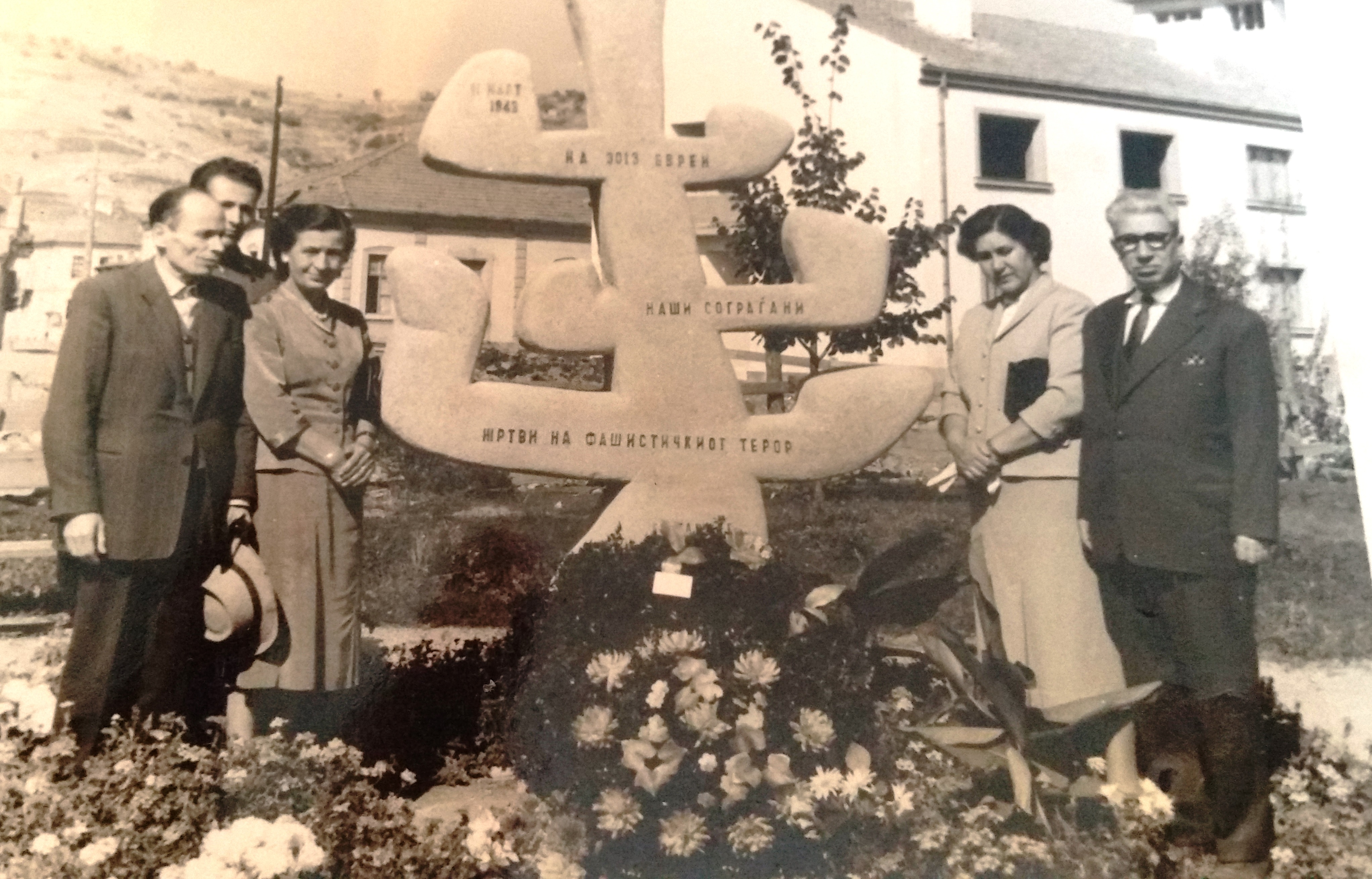
Dr Abravanel et sa famille près du monument commémoratif de Bitola, 1958.
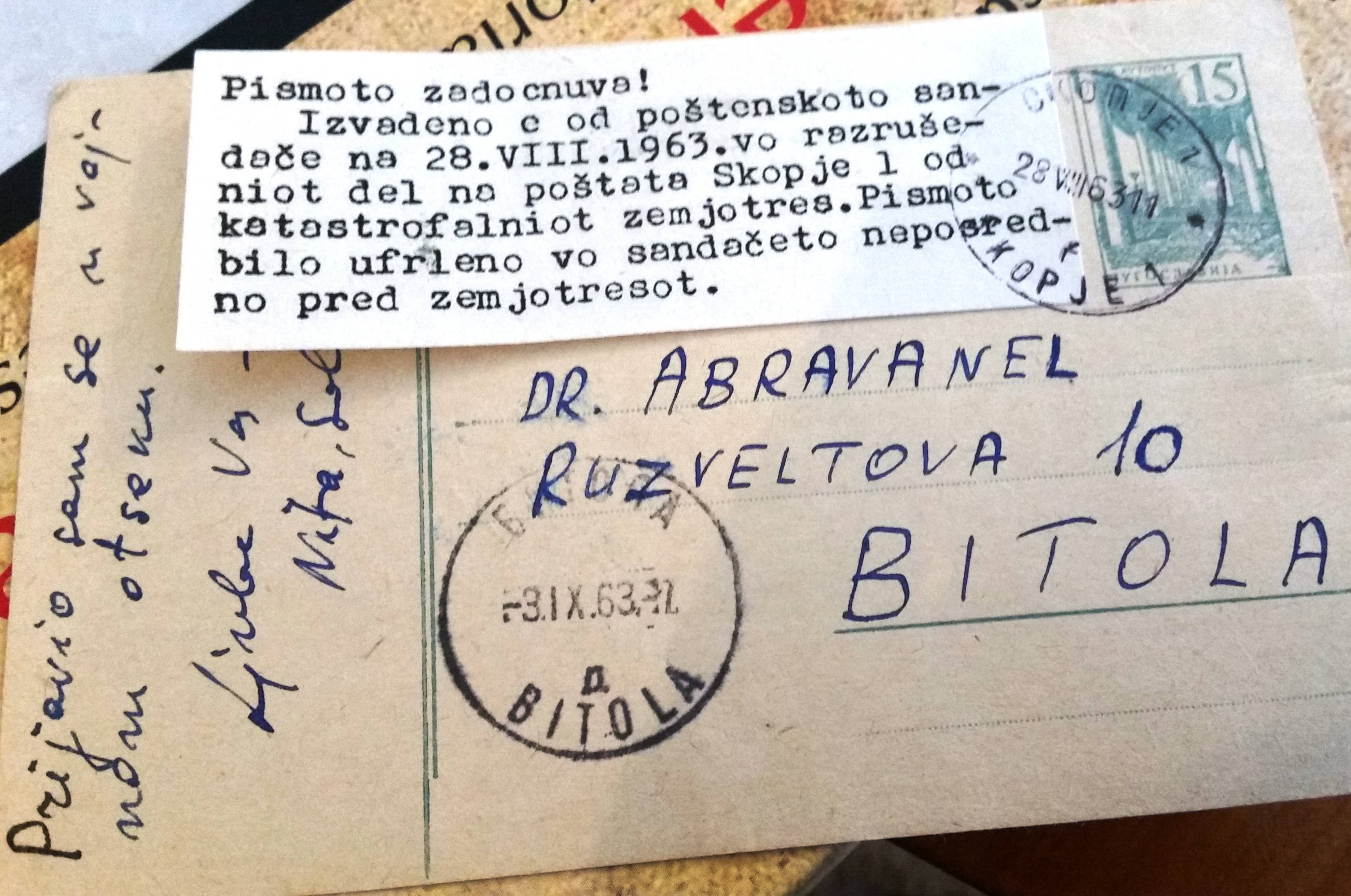
Carte trouvée dans les ruines du bureau de poste, envoyée au Dr Abravanel à Bitola en 1963 par les Dr Renee Levy Abarbanel et Levi Slbator, avant de périr dans le tremblement de terre de juillet 1963.
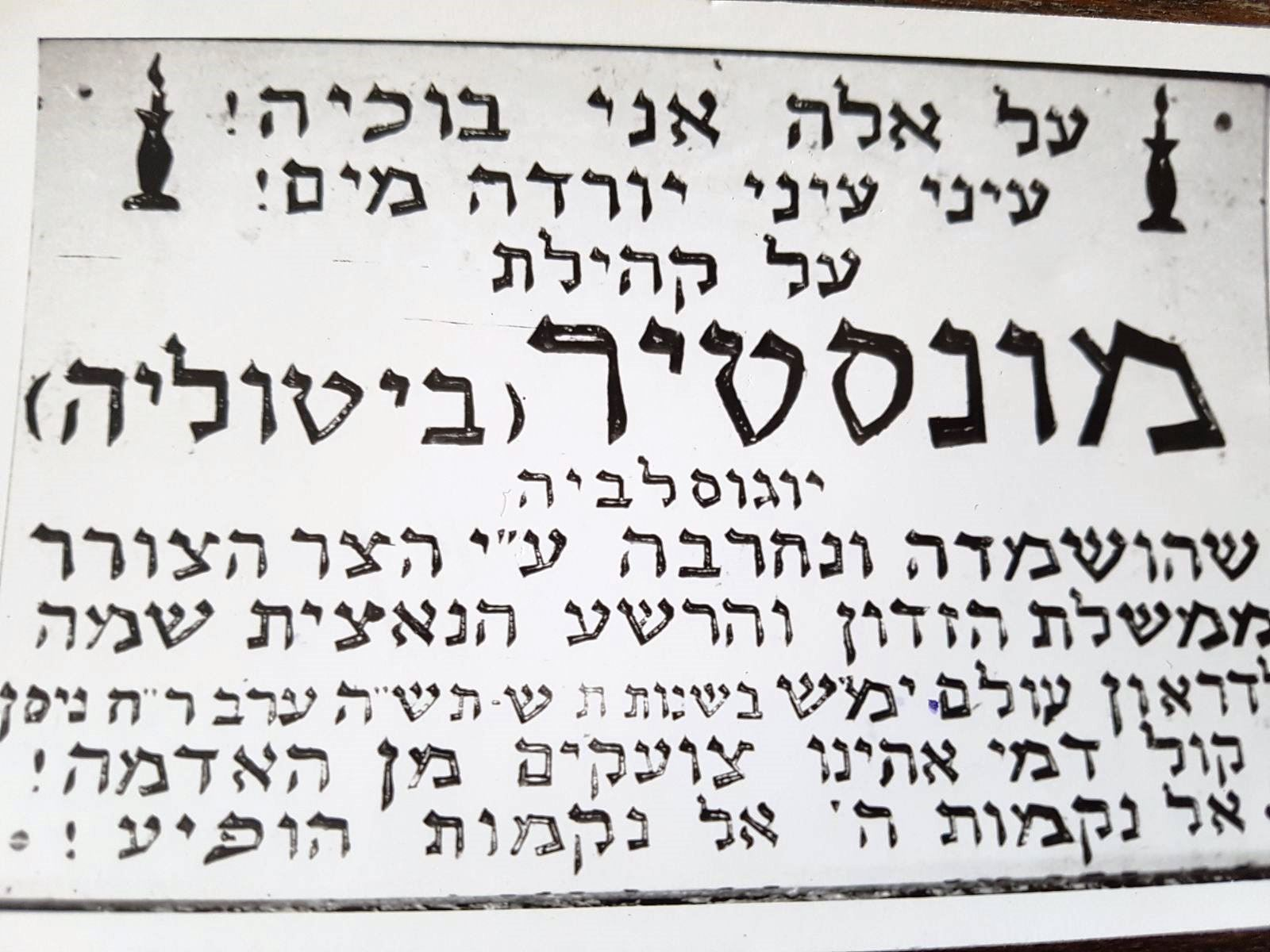
Plaque commémorative pour les victimes de la Shoah de Monastir (Bitolim), 1967.
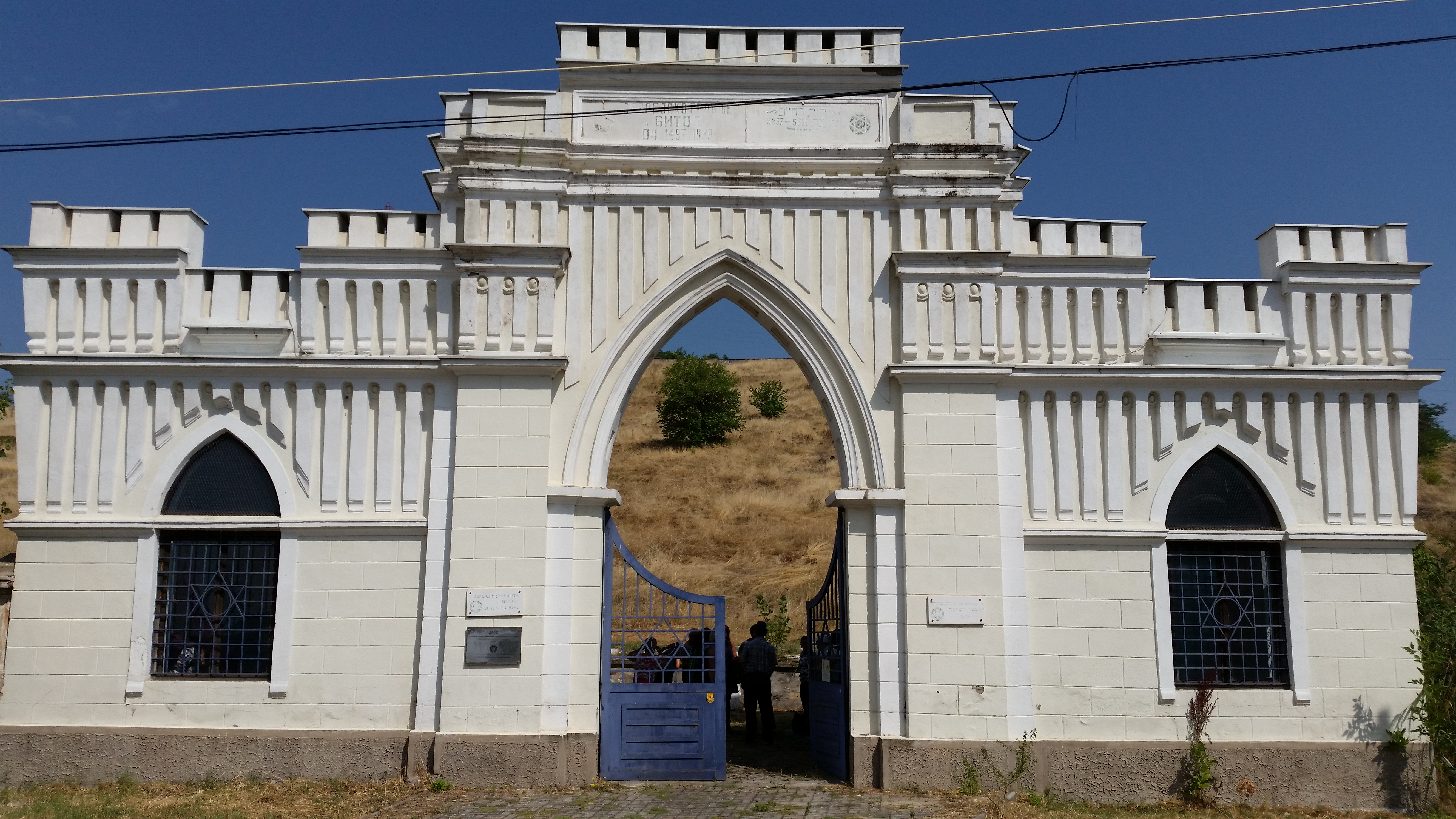
Entrée du cimetière juif de Bitola.
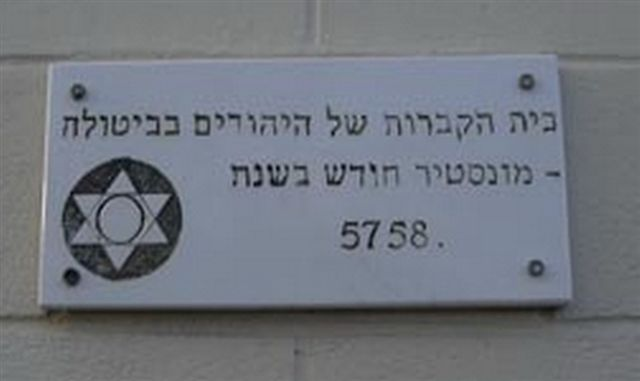
Plaque commémorative pour la communauté assassinée.
Buste en mémoire d'Estria Ovadia, héroïne communiste de la ville.

## Symboles
Le blason et le drapeau de Bitola ont été adoptés en 2006. Ils remplacent d'anciens emblèmes dessinés à l'époque socialiste et ont été choisis pour leur absence d'inspiration idéologique. La frise d'or et d'azur du blason symbolise l'histoire de la ville et les triangles de gueules et d'or représentent la modernité. Le drapeau reprend le blason sur un fond blanc.
La devise de la ville, Bitola, babam, Bitola (Битола, бабам, Битола), qui signifie « Bitola, grand-mère, Bitola » vient du titre d'une chanson traditionnelle, qui célèbre la ville.

Le blason actuel.
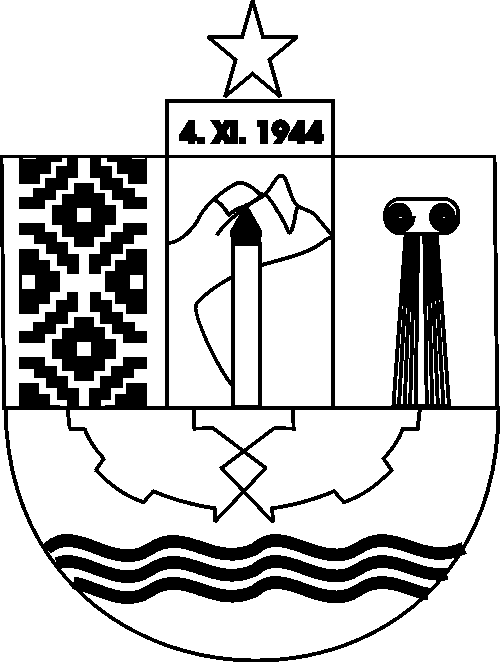
Le blason de l'époque socialiste.
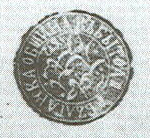
Sceau historique de la ville.

## Administration
La commune de Bitola est administrée par un conseil constitué de 31 membres élus au suffrage universel direct pour une période de quatre ans. Le conseil s'occupe principalement des décisions budgétaires, des grandes orientations et assure les rapports entre le gouvernement national et la ville. Plusieurs commissions se répartissent les tâches plus concrètes. Il y a ainsi la commission des finances, du développement local, de l'urbanisme, de l'environnement...
À la suite des élections locales de 2013, le conseil de Bitola est composé de la manière suivante :
| Parti                                                                            | Sièges |
| -------------------------------------------------------------------------------- | ------ |
| Coalition du Parti démocratique pour l'Unité nationale macédonienne (VMRO-DPMNE) | 17     |
| Coalition du Union sociale-démocrate de Macédoine (SDSM)                         | 14     |

Le maire de Bitola est lui aussi élu au suffrage universel direct pour un mandat de 4 ans. Le maire actuel est Vladimir Taleski (Владимир Талески). Il est en outre comédien et dramaturge. Le maire représente la commune de Bitola et il est responsable des activités du conseil auprès des habitants. Il doit également veiller à l'application des actes du conseil et peut lui-même soumettre des textes aux conseillers. Enfin, c'est lui qui gère les organes d'administration de la ville et ses fonctionnaires et qui nomme ou révoque les directeurs de ces organes.

## Infrastructures

### Transports

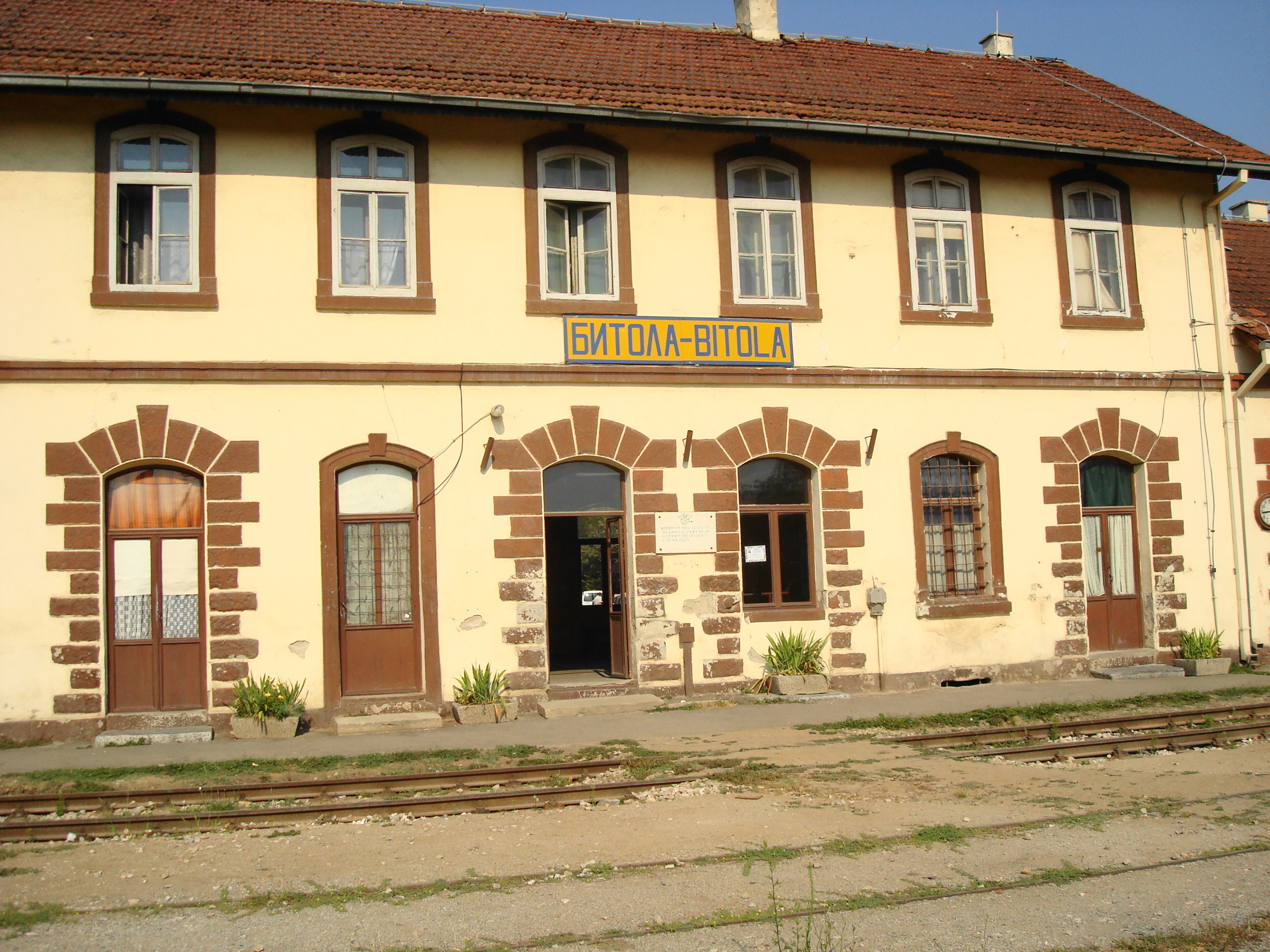
La gare de Bitola.

La commune ne possède pas d'aéroport ; le plus proche, celui d'Ohrid, n'est cependant distant que de quelques dizaines de kilomètres. Il est régulièrement relié à plusieurs villes d'Europe, comme Belgrade, Amsterdam, Vienne et Düsseldorf.
Bitola est traversée par deux voies routières d'importance, la route européenne E852, qui relie Tirana à Bucarest en passant par Ohrid et la route européenne 65 qui relie Malmö, en Suède, à La Canée, en Grèce, en passant par Skopje.
La commune possède également une gare ferroviaire, située sur la ligne qui relie Skopje à Niki, un village grec frontalier du nome de Flórina. Cette ligne passe notamment par Veles et Prilep. La première ligne de chemin de fer, de Bitola à Thessalonique, construite en 1894, n'existe plus. Le train, pour relier Thessalonique à Skopje, emprunte désormais la vallée du Vardar, située plus à l'est.
Bitola est également reliée à Skopje, Prilep, Kičevo, Ohrid, Struga, Resen, Demir Hisar, ainsi que d'autres nombreuses villes macédoniennes par des lignes régulières de cars. Les différents quartiers de la ville ainsi que les villages de la commune sont desservis par la compagnie locale, qui possède seize lignes différentes.

### Énergie

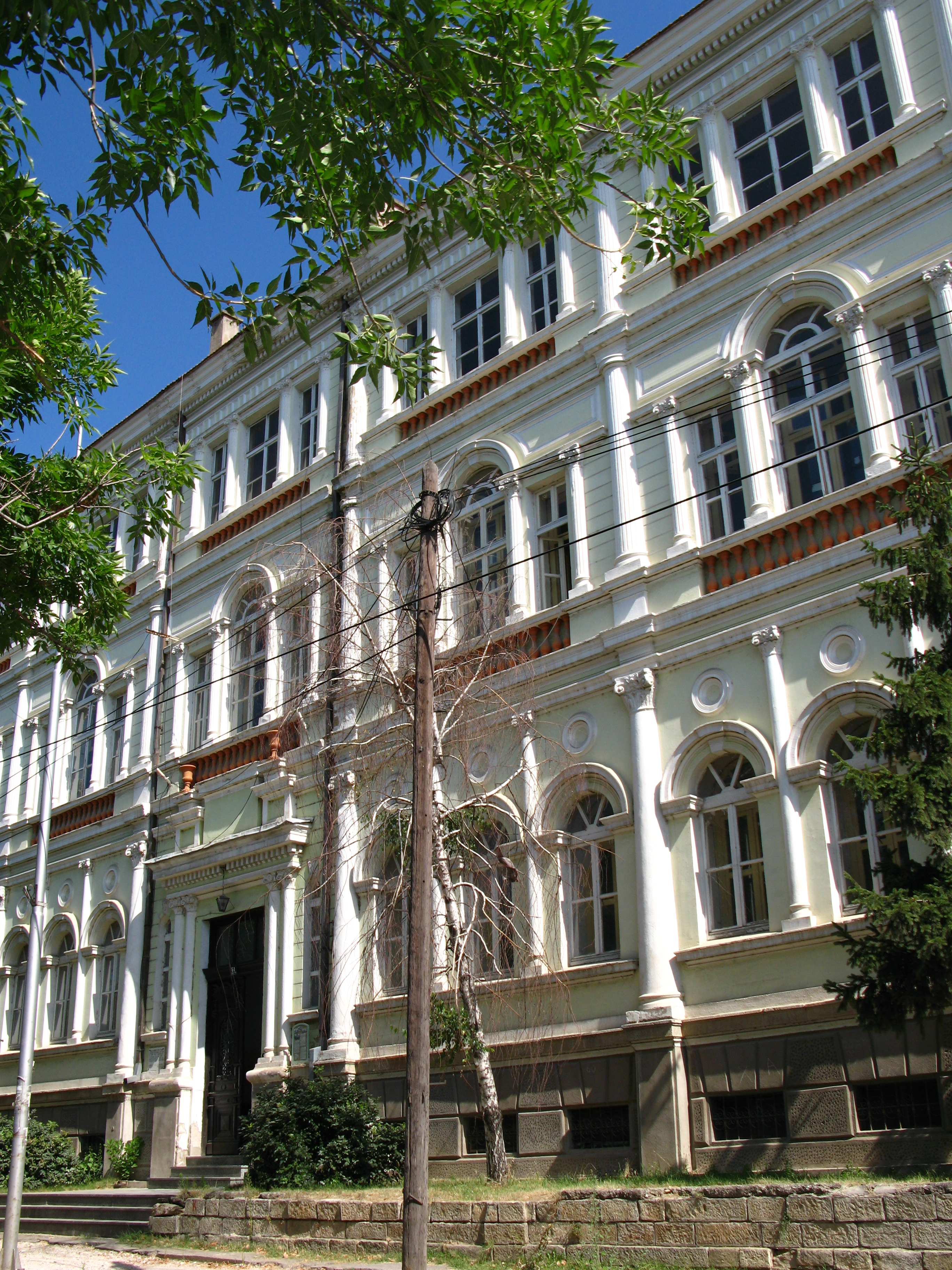
Le lycée Josip-Broz-Tito.

L'approvisionnement en électricité de la commune est garanti par la centrale thermique de Bitola, située à 7 kilomètres à l'est de la ville. Le combustible utilisé est du charbon, extrait dans une mine des environs. La centrale, qui employait 250 employés en 2000 et participait à 6,52 % de la production nationale, fournit entre 529 et 638 mégawatts par mois. Des études sur la qualité de l'air aux abords de la centrale menées en 2002 ont montré que la pollution émise par celles-ci est en dessous du seuil maximum autorisé et que les gaz qui s'échappent des cheminées ne se répandent pas sur le territoire grec voisin.

### Éducation
La ville possède depuis 1979 sa propre université, l'université Saint-Clément d'Ohrid. Son campus principal se trouve à Bitola, mais elle a aussi des annexes à Ohrid et Prilep. À Bitola se trouvent notamment les facultés de médecine, de pédagogie, de technologie et d'administration. La ville compte aussi sept lycées et dix écoles primaires.

### Santé
La ville possède un centre hospitalier qui couvre une région peuplée par 100 000 personnes. En 2011, il a reçu des fonds s'élevant à 5,6 millions d'euros pour se moderniser et acheter du nouveau matériel. Il devrait ainsi devenir un véritable centre de santé régional et concurrencer les cliniques privées.

## Économie
L'économie de Bitola repose principalement sur le secteur agricole, notamment la production et la vente du tabac, ainsi que sur l'industrie textile. La commune, grâce à sa proximité avec la Grèce, reçoit beaucoup d'investissements étrangers. En 2008, les plus grandes entreprises étaient Pelister d.o.o. une entreprise de construction, Vest d.o.o.e.l., spécialisée dans l'agroalimentaire, l'imprimerie Kiro D. Dandaro a.d. et Konington d.o.o.e.l., une usine de textiles. La ville est également le siège de la Stopanska banka Bitola, une entreprise qui entre dans la composition du MBI 10, principal index de la Bourse macédonienne.

## Démographie

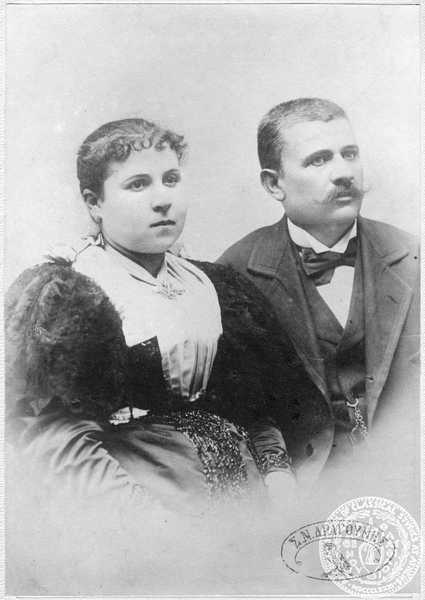
Portrait d'un couple de négociants grecs de Bitola vers 1900.

Selon une estimation de 2010, la commune de Bitola compte 93 585 habitants. Le dernier véritable recensement, effectué en 2002, fait lui état de 95 385 habitants, dont 74 550 pour la ville en elle-même, la commune comptant alors également dix-huit villages ; le plus grand, Boukovo, comptant 3 494 habitants. En 2004, la commune s'est agrandie puisqu'elle a récupéré le territoire d'autres communes considérées trop petites, comme Bistritsa et Koukouretchani.
Selon le recensement de 2002, la composition ethnique de la ville est :
- Macédoniens - 66 038 (88,58 %)
- Roms - 2 577 (3,46 %)
- Albanais - 2 360 (3,17 %)
- Turcs - 1 562 (2,10 %)
- Valaques - 997 (1,34 %)
- Serbes - 499 (0,66 %)
- Bosniaques - 20 (0,02 %)
- Autres - 497 (0,67 %)

La composition ethnique de la commune est :
- Macédoniens - 84 616 (88,70 %)
- Albanais - 4 164 (4,36 %)
- Roms - 2 613 (2,73 %)
- Turcs - 1 610 (1,69 %)
- Valaques - 1 270 (1,34 %)
- Serbes - 541 (0,57 %)
- Bosniaques - 21 (0,03 %)
- Autres - 550 (0,58 %)

## Sport
Le football et le handball sont les sports les mieux représentés à Bitola. Le FK Pelister Bitola est le principal club de football de la ville. En handball, le RK Pelister était le club phare mais l'arrivée du RK Eurofarm Rabotnik a changé la donne : les clubs ont conclu un accord d'union et la ville est désormais représentée par le RK Eurofarm Pelister (ancien Eurofarm Rabotnik) et le RK Eurofarm Pelister II. Ces deux clubs partagent le palais des sports Boro-Čurlevski (en) avec le club de basket-ball, le KK Pelister (en).

## Personnalités nées à Bitola
- Karolina Gočeva (1980), chanteuse macédonienne.
- Miljan Miljanić (1930-2012), joueur, entraîneur et dirigeant de football yougoslave.
- Nikolče Noveski (1979), footballeur international macédonien.
- Ahmed Izzet Pacha (1864-1937, homme d'État turc, ministre de la Guerre et grand vizir de l'Empire ottoman.
- Parashqevi Qiriazi (1880-1970), pédagogue albanaise.
- Sevasti Qiriazi (1871-1949), pionnière de l'éducation des femmes en Albanie.
- Ljubica Sokić (1914-2009), peintre serbe.
- Tahsin Yazıcı (1892-1971), général et politicien turc.
- Nexhmije Hoxha (1921-2020), femme politique communiste albanaise, épouse de Enver Hoxha.

## Culture

### Institutions

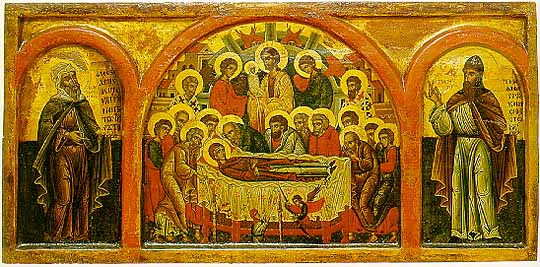
Icône du XVI exposée au musée.

Bitola possède un théâtre national, installé dans un édifice datant de 1981. Le premier théâtre de la ville a ouvert au début du XXe siècle, mais la Première Guerre mondiale a mis fin à son activité. Il a toutefois été remplacé par d'autres institutions avant la Seconde Guerre mondiale. Le théâtre actuel a été fondé en 1944.
Bitola a aussi son musée, installé dans l'ancienne école militaire ottomane, construite en 1848, où a notamment étudié Mustafa Kemal Atatürk. Il présente notamment les artefacts retrouvés lors de fouilles à Heraclea Lyncestis. La ville compte enfin un centre culturel, établi dans les années 1980. Cette institution nationale se charge d'organiser diverses manifestations culturelles et accueille festivals, artistes, activités artistiques... Une galerie d'art, Magaza, est aussi installée dans un ancien magasin du XIXe siècle. En plus d'expositions, elle propose des lectures publiques, de la musique de chambre, etc..

### Lieux et monuments

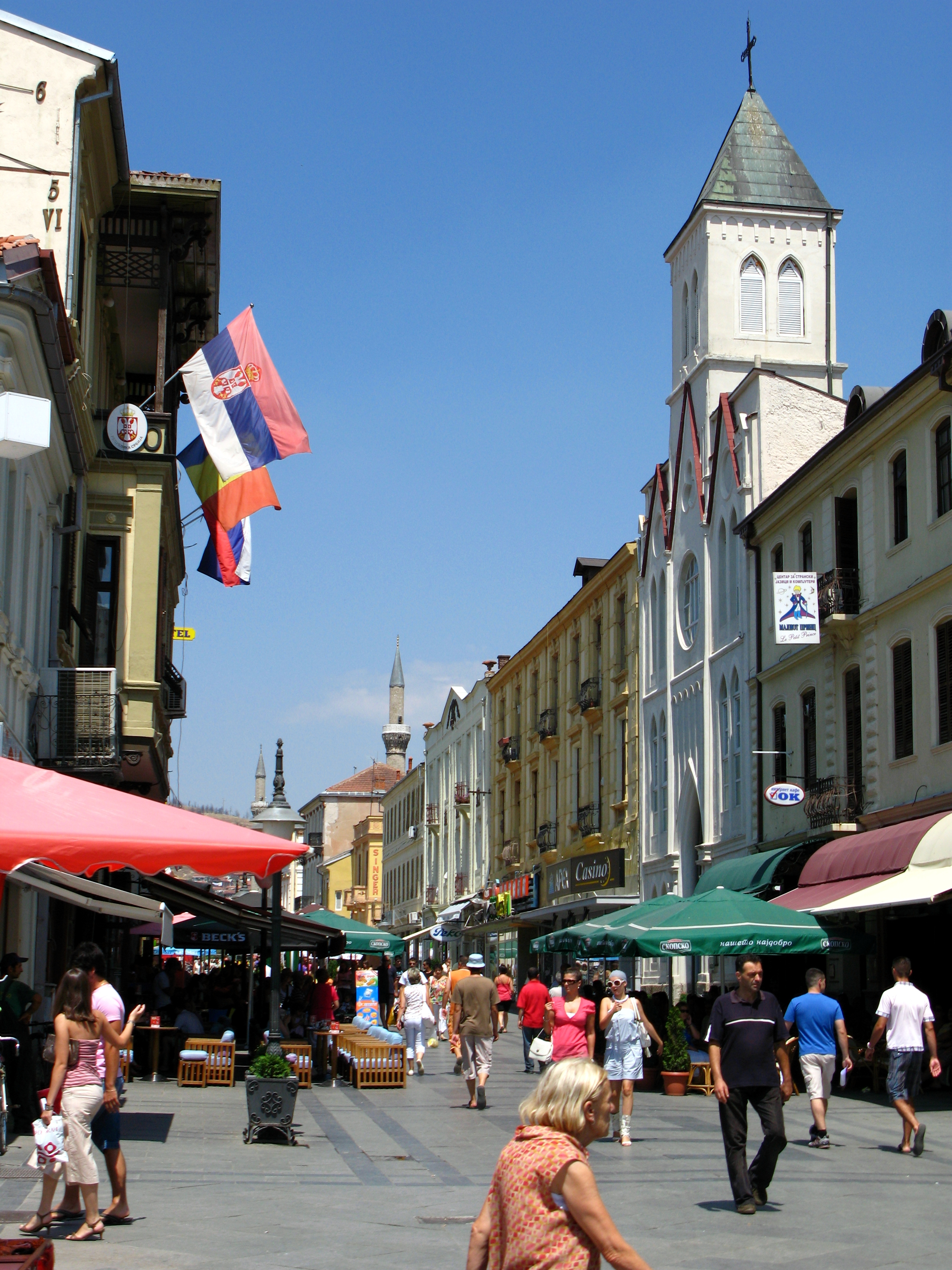
Širok Sokak et l'église catholique.

Les ruines d'Heraclea Lyncestis, situées en périphérie, présentent de beaux exemples d'architecture antique, notamment un théâtre et des basiliques paléochrétiennes, dont les restes conservent de vastes mosaïques. Également à la périphérie, il y a le zoo de Bitola et la forteresse, construite au XIXe siècle.
Le centre-ville renferme quant-à-lui les restes du Vieux Bazar ottoman, aux maisons basses typiques. Il est marqué par la tour de l'Horloge, qui date des années 1830, par le hammam Deboy et par le Bezisten, vaste marché couvert, construit au XVe siècle.
Le quartier compte aussi plusieurs mosquées remarquables, comme la mosquée Yeni (yeni signifie « neuf » en turc). Son minaret fait quarante mètres de haut et elle a été construite vers 1558 sur les ruines d'une église. Elle sert aujourd'hui de salle d'exposition. La mosquée Ishak Çelebi date de 1506, son minaret mesure cinquante mètres et son jardin conserve des tombes anciennes en forme de sarcophages. Elle est encore utilisée pour le culte islamique. Enfin, la mosquée Haydar-Kadi a été construite de 1561 à 1562.
La rue piétonne principale, Širok Sokak, ainsi que ses abords, ont été construits pendant la seconde moitié du XIXe siècle dans un style typique de l'Europe centrale. C'est dans ce quartier que se concentrent les consulats. Sur Širok Sokak se dresse notamment l'église catholique du Saint-Cœur de Jésus, construite en 1909 dans le style néogothique français. Les premiers missionnaires français sont arrivés à Bitola au XVIIIe siècle. Le clocher a été construit de 1938 à 1940, grâce aux dons de Slovènes.
L'église orthodoxe Saint-Dimitri a été construite en 1830. Elle possède trois nefs et une riche iconostase en bois sculpté. L'église de la Sainte-Mère de Dieu a été consacrée en 1876 et l'église Saint-Panteleimon est connue pour sa fête de la Saint-Clément, pendant laquelle les viticulteurs de la région mangent leurs premières grappes de raisin.

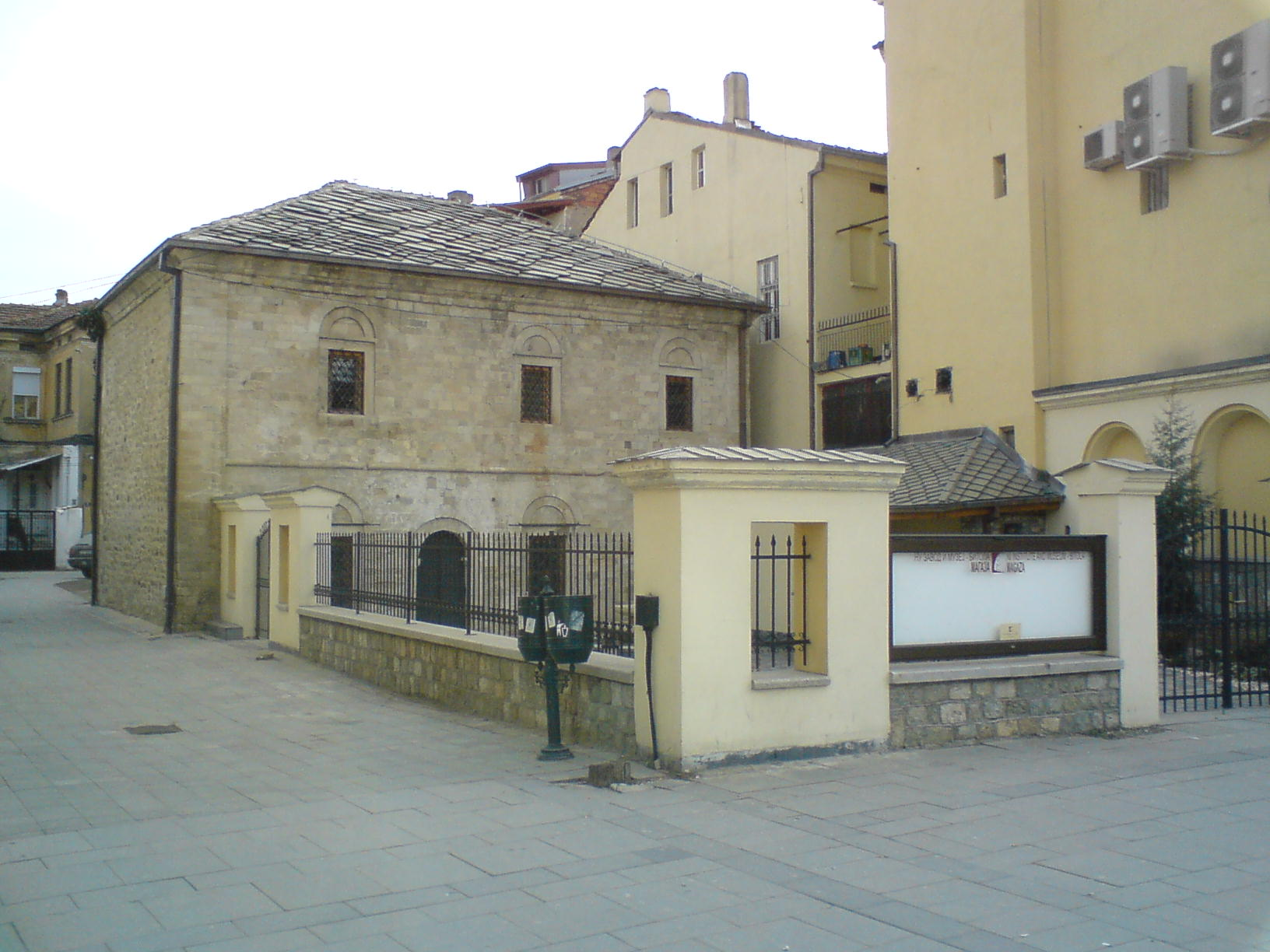
La galerie Magaza.
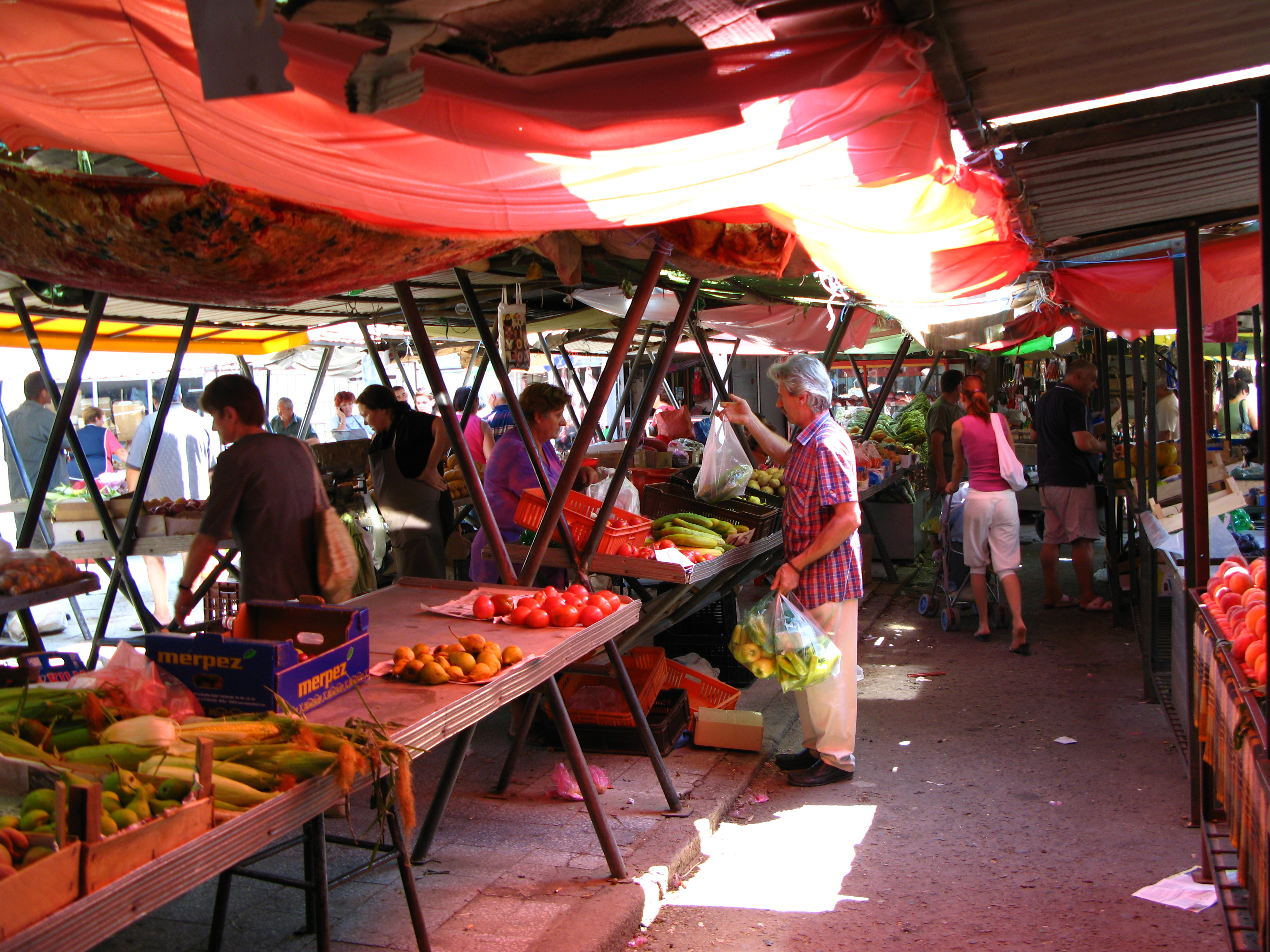
Marché dans le Vieux-Bazar.
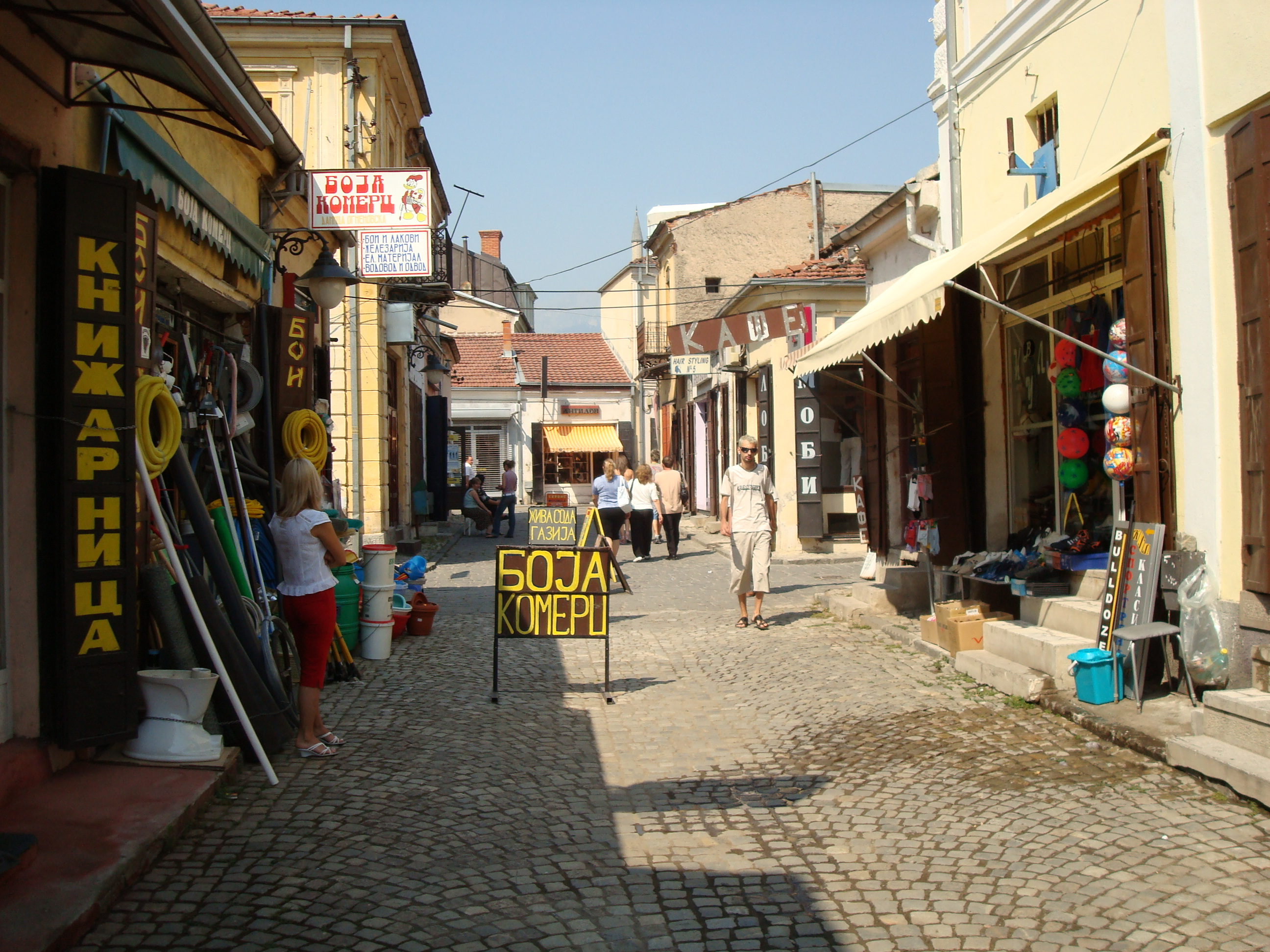
Le Vieux-Bazar.
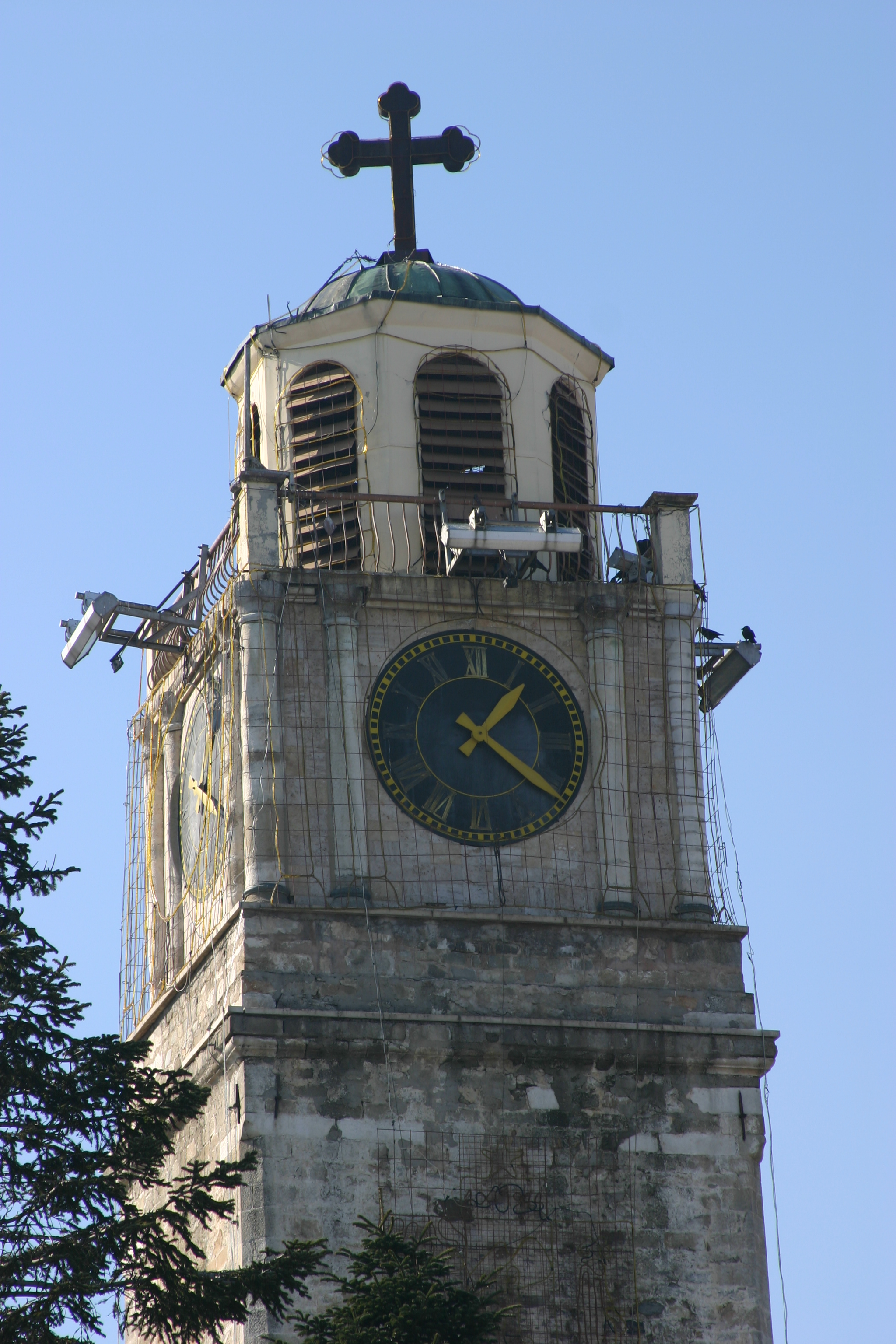
La tour de l'Horloge.
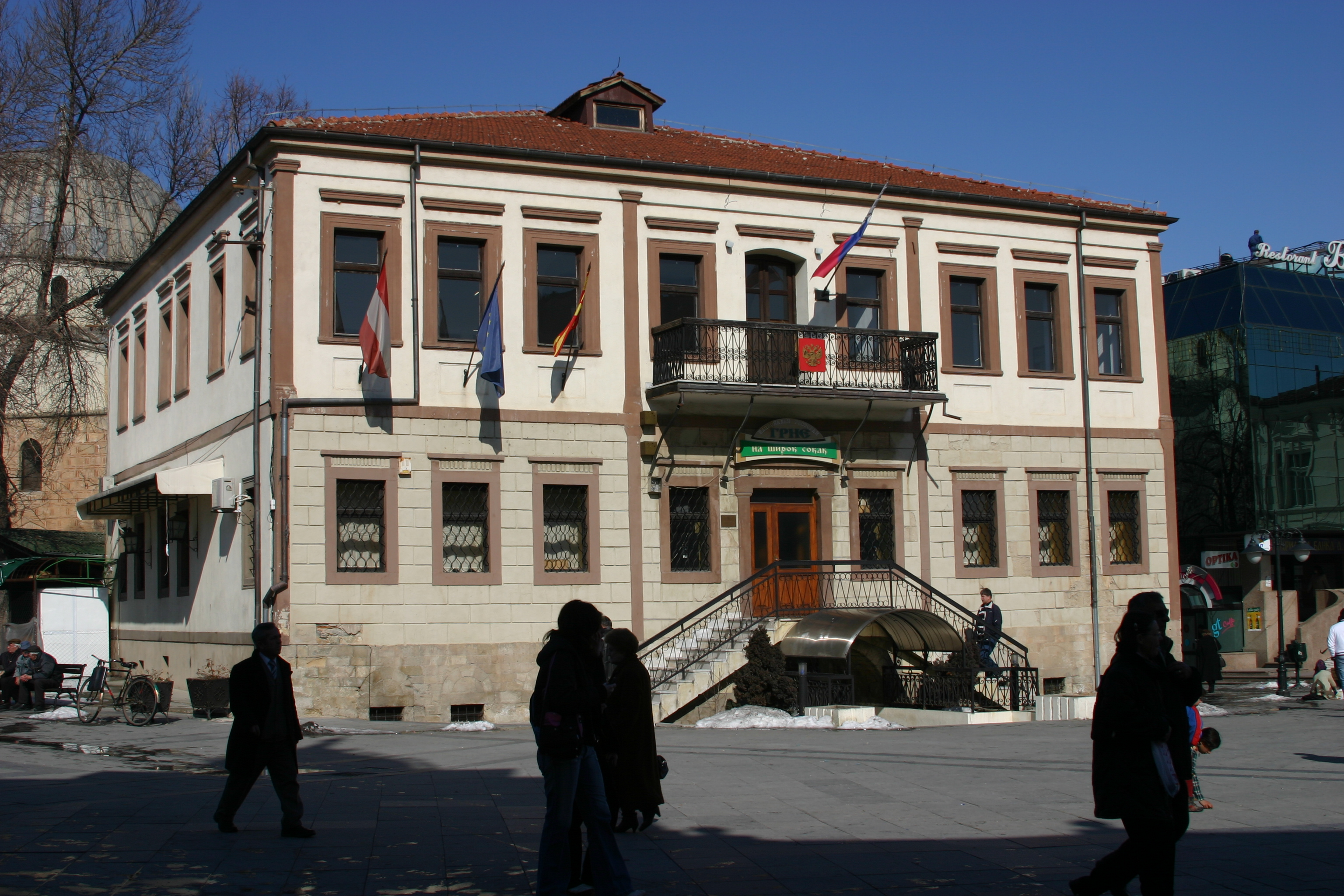
Le consulat russe.
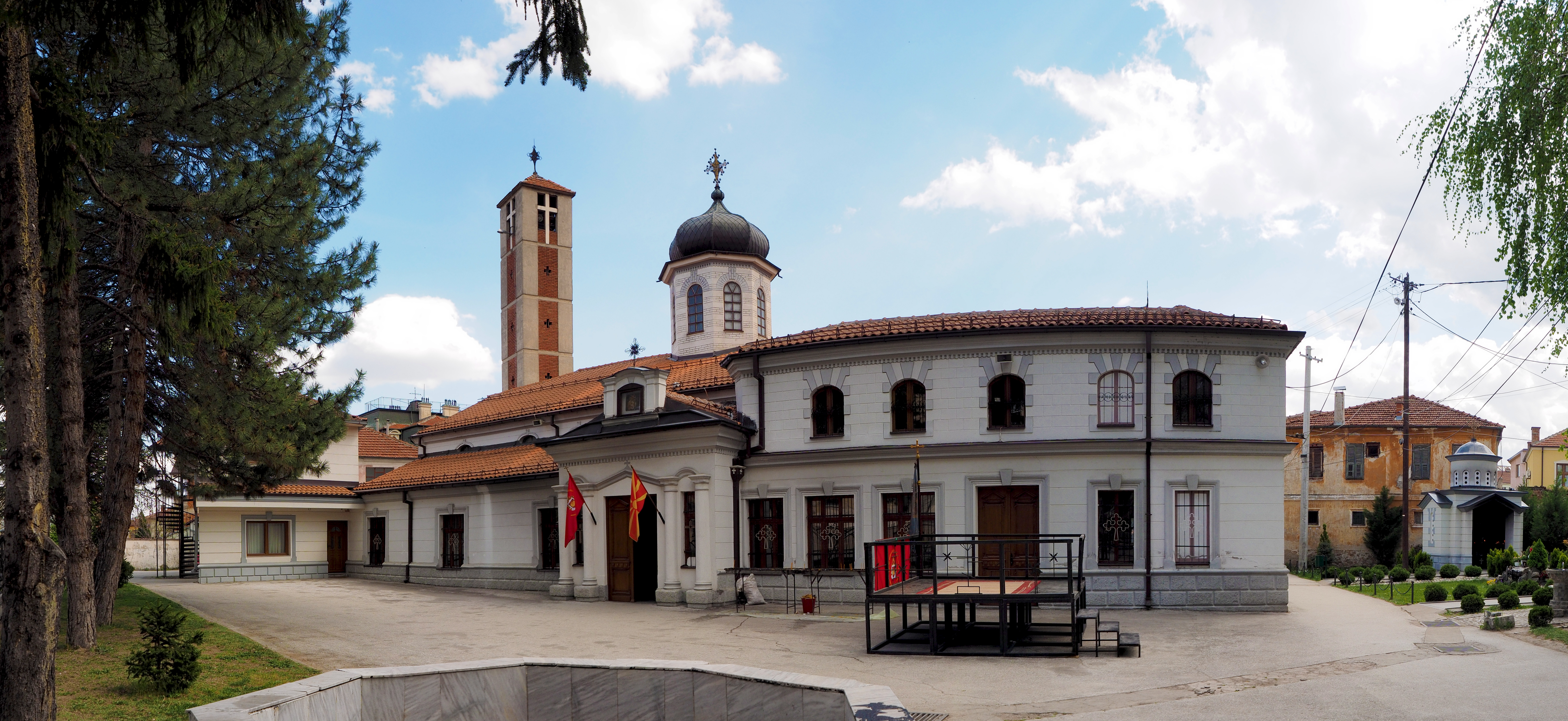
Église de la Sainte-Mère de Dieu.
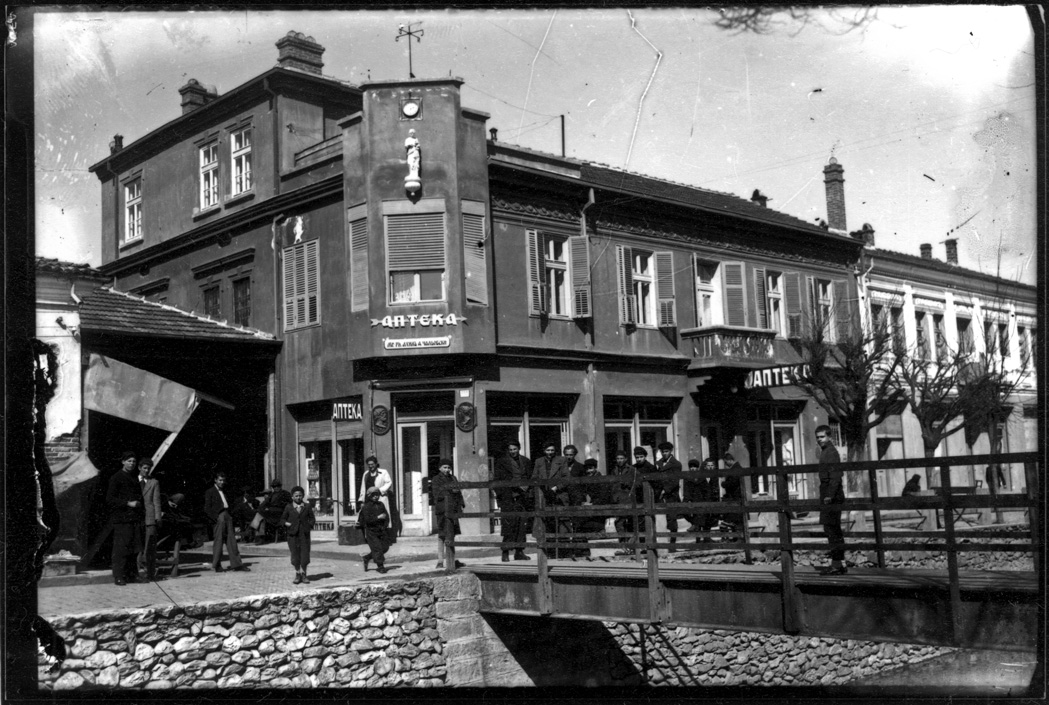
Pharmacie Čalovski, disque de verre.

### Festivals
Tous les ans se déroule le Bit Fest, qui propose des représentations théâtrales, musicales et des expositions tout au long de l'été. Les journées d'Ilinden commémorent quant-à-elles l'insurrection macédonienne de 1903 par des représentations de danses et de chants folkloriques. En septembre a lieu le festival international du film, qui rend hommage aux frères Manakis, pionniers du cinéma dans les Balkans et qui ont organisé la première projection de la péninsule à Bitola. Il est l'occasion d'un concours de documentaires et possède un public international. Le festival Bitola Open City organise des représentations théâtrales et musicales dans la rue, des ateliers de graffiti et des camps et des ateliers pour les jeunes. Interfest est un festival de musique classique et Si-do, un festival permettant aux enfants de chanter devant le public. Le Petit Montmartre de Bitola est aussi un événement organisé pour les enfants, et, présidé par un jury, il est consacré au dessin.

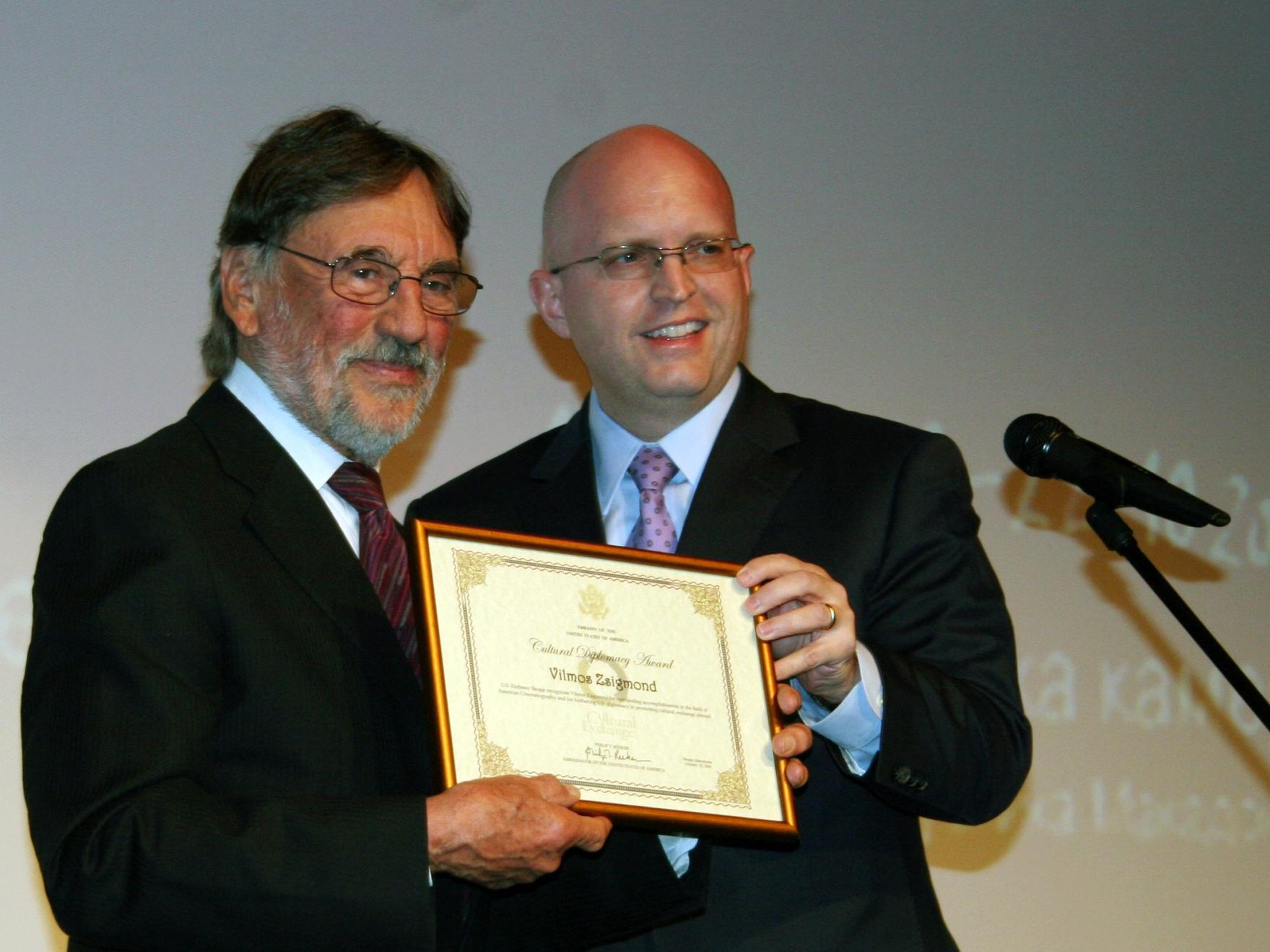
Vilmos Zsigmond reçoit un diplôme lors du Festival Manaki de 2010.
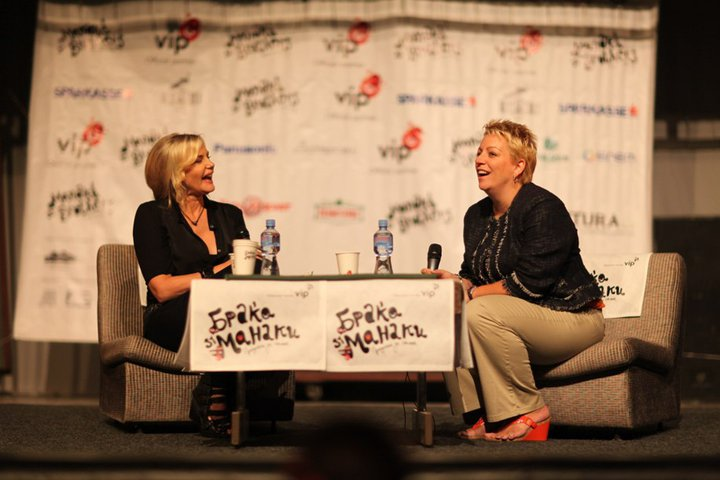
Daryl Hannah lors du Festival Manaki de 2010.
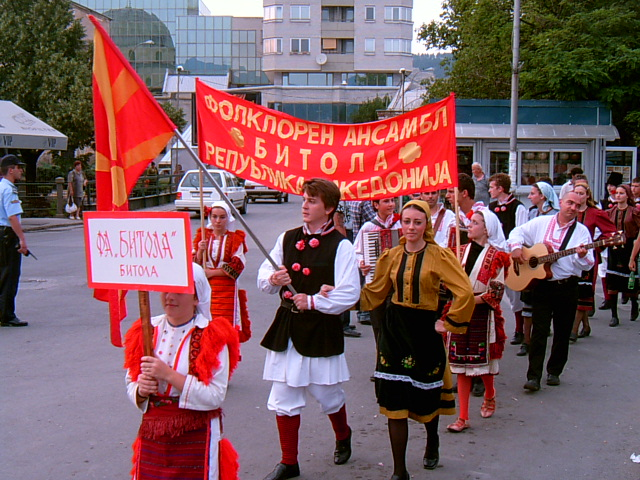
Les Journées d'Ilinden.
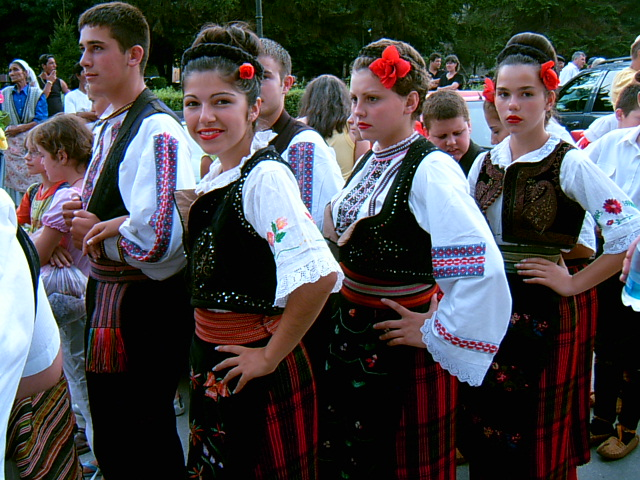
Les Journées d'Ilinden.

## Jumelages
La ville de Bitola est entretient des accords de coopération avec :
- Épinal (France) depuis 1968
- Bursa (Turquie) depuis 1996
- Pleven (Bulgarie)
- Kozani (Grèce)
- Édessa (Grèce)
- Korçë (Albanie)
- Herceg Novi (Monténégro)
- Požarevac (Serbie)
- Zemun (Serbie)
- Kranj (Slovénie)
- Split (Croatie)
- Brăila (Roumanie)
- Rockdale (Australie)
- Saint-Pétersbourg (Russie)